# Авіаційна група дальньої авіації Збройних сил України
Авіаційна група дальньої авіації Збройних сил України — колишнє з'єднання Військово-Повітряних Сил України в підпорядкуванні центрального Верховного командування ВПС, яке складало дальню авіацію України.

## Історія
У 1992 році на території України перебувало 4 повітряні армії, 10 авіаційних дивізій, 49 авіаполків, 11 окремих ескадрилій, навчальні та спеціальні установи і заклади. На базі штабу 24-ї Повітряної армії у м. Вінниця було сформовано Командування ВПС України.
Дивізії дальньої авіації були поєднані в авіаційну групу дальньої авіації. Приблизно 360 важких бортів ракетоносіїв та їхніх повітряних заправників були розташовані на матеріальній базі трьох авіадивізій: 13-ї — в місті Полтава, 15-ї — в Озерному, і 106-ї дивізії з місцем дислокації у місті Узин.

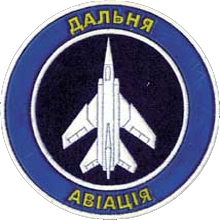
Нарукавний знак Дальньої авіації Повітряних сил України, 1996 рік.

Для керівництва полками стратегічної авіації у складі Повітряних Сил України в Узині був створений штаб Авіаційної Групи Дальньої Авіації (АГДА) на базі 106-ї ВБАД. Командиром АГДА був призначений генерал-майор М. М. Башкіров, командир 106-ї ВБАД.
У новостворену групу стратегічної авіації України входило 45 військових частин по всій країні.
Через декілька років управління АГДА було ліквідовано, підрозділи передано до складу 13-ї ВБАД.
У 2001 році 13 гв. ВБАД була розформована, на базі управління дивізії була сформована 35-та авіаційна група — авіаційна група (оперативного призначення), зі штабом у Полтаві. До авіагрупи увійшов 185-й гв. ВБАП.
До складу ВПС України були передані 3 повітряні армії (1100 бойових літаків), серед яких були 30 Ту-16 (ракетоносців), 30 Ту-22КД (ракетоносців), 30 Ту-22Р (розвідників), 36 Ту-22М3, 23 Ту-95МС-16, 19 Ту-160, 21 літак-заправник Іл-78, а також великі арсенали авіаційних крилатих ракет Х-55 (1068 одиниць) і Х-22 (423 одиниці).
У 1992 році Україна також отримала більшу частину авіації Чорноморського флоту СРСР, в тому числі дивізію (три полки) морських ракетоносців Ту-22М2 і Ту-16К, і розвідувальний полк на Ту-22Р.
Рішення про поступове виведення з бойового складу Ту-22М3 було ухвалено в жовтні 2000 року. До квітня 2006-го було ліквідовано всі 60 «Бекфаерів» та утилізовано 423 ракети Х-22 до них. Роботи відбувалися в рамках «Програми спільного скорочення загрози» з допомогою американської фірми «Рейтеон» і за фінансування США.

## Командування
- Башкіров Михайло Михайлович 1992—1994 — перший і останній командувач стратегічної авіації незалежної України;
- Григорій Потапчук — заступник з авіаційно-інженерної служби.

## Місця базування

### Авіабаза Прилуки

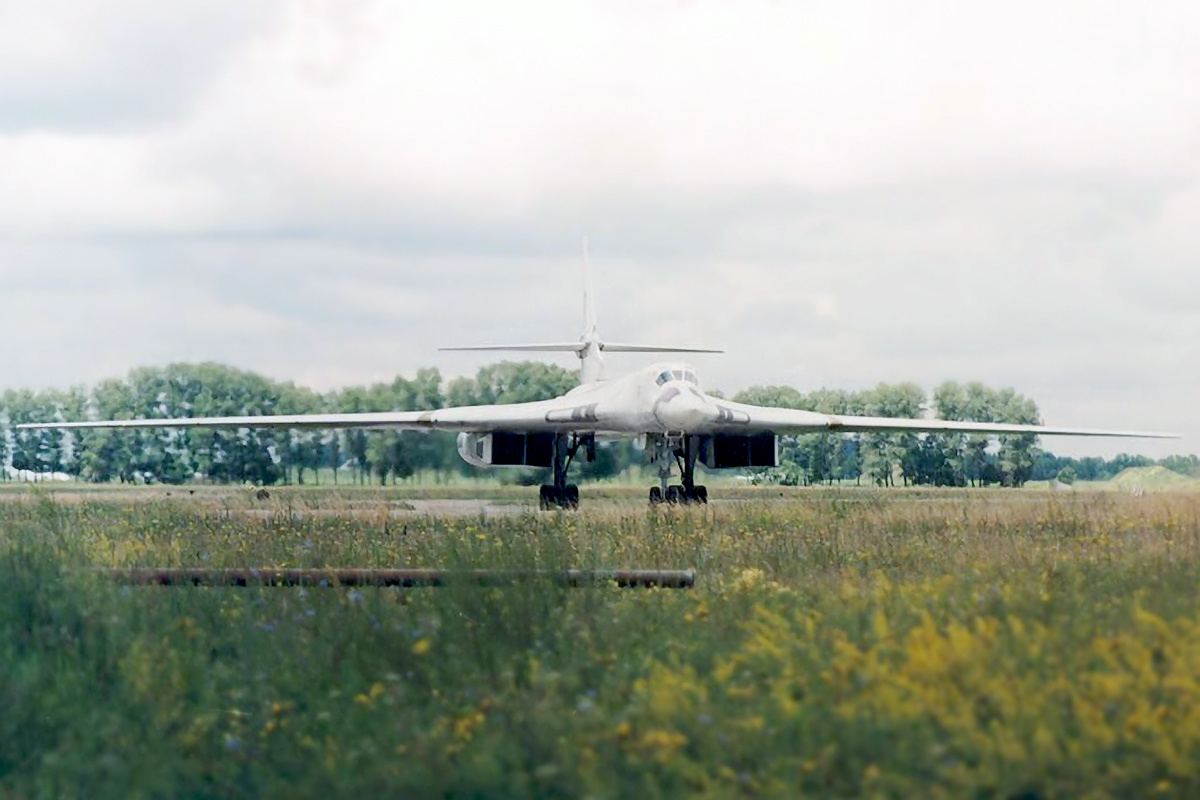
Ту-160 (б/н 10) ВПС України, авіабаза Прилуки, 1996 рік.

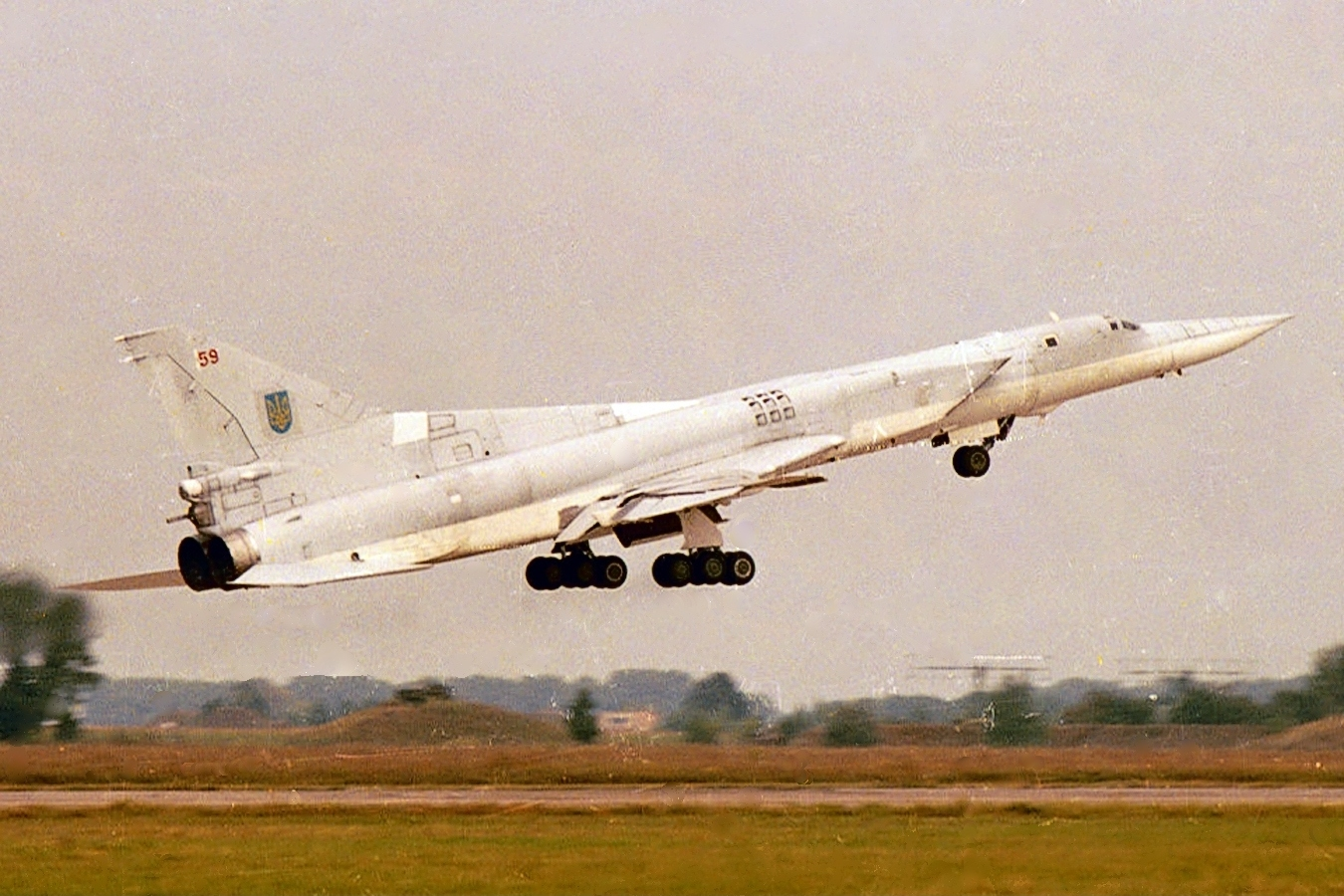
Ту-22М3 (б/н 59) ВПС України, авіабаза Прилуки, 1996 рік.

На авіабазі дислокувалися такі літаки-ракетоносці 184-го гвардійського важкого бомбардувального авіаполку:
- Ту-16: з 1955 по 1984 рік
- Ту-22М3: 1984—1991 рр; 1993—2000 рр
- Ту-160: з 1987 по 2000 рік

25 квітня 1987 року авіабаза Прилуки першою в СРСР отримала стратегічні ракетоносці Ту-160. У 1991 році, на момент розпаду СРСР, в Прилуках перебувало 19 з 35 побудованих Ту-160 у складі двох ескадрилей. У третій ескадрильї базувалися 6 навчально-тренувальних літаків Ту-134УБЛ, які забезпечували навчання льотчиків і допомагали продовжити ресурс ракетоносців.
8 березня 1992 року полк присягнув на вірність Україні.
У 1993 році у зв'язку з реформуванням українських ВПС на озброєння полку знову були прийняті 20 Ту-22М3. Після розпаду СРСР більшість Ту-160 українських ВПС були поставлені на консервацію, крім декількох бомбардувальників, а полк знову озброїли Ту-22М3.
18 лютого 1995 року в газеті «Правда Прилуччини» так описували боєздатність полку:
Утримання (без проведення польотів) літака Ту-160 нам обходилося (в цінах 1995 року) до 418 000 доларів на рік. Льотчики востаннє піднімалися в повітря в жовтні 1994 року. Немає пального. Пуски ракет не проводилися з 1991 року
16 листопада 1998 року Україна приступила до знищення Ту-160 по програмі Нанна-Лугара («Програмі спільного зменшення загрози»). У присутності американських сенаторів Ричарда Лугара і Карла Левіна був розрізаний Ту-160 з бортовим номером 24, що був випущений у 1989 році і мав 466 годин нальоту. Другим був знищений Ту-160 з бортовим номером 13, що був побудований у 1991 році і мав наліт менше 100 годин.
8 вересня 1999 року в Ялті було підписано міжурядову угоду між Україною і Росією про обмін 8 Ту-160, 3 Ту-95МС, близько 600 крилатих ракет Х-55 і аеродромного обладнання в рахунок сплати українського боргу за поставлений природний газ на суму $285 млн.
5 листопада 1999 року Ту-160 з бортовим номером 10 став першим, який перелетів до Росії, на авіабазу «Енгельс-2». Ось як описує в своїй статті «Перегон Ту-160 з Прилук в Енгельс» технічний спеціаліст С. Воронов, який брав участь в підготовці Ту-160 до перельоту в Росію:
Першим відібраним до приймання та підготовки для перельоту в Енгельс став Ту-160 з бортовим номером «10». Літаки Ту-160 ВПС України не піднімалися в повітря по три — чотири роки, виняток становила якраз «десятка», яка брала участь в параді 1998 р… Треба сказати, що в цілому стан літаків Ту-160 був хорошим. Залишковий ресурс становив 90 % від встановленого. Всі літаки укомплектовані необхідним обладнанням та документацією. На них сумлінно виконувалися роботи по зберіганню — видно було, що роботи виконувалися «за совість».

Оригінальний текст (рос.)
Первым отобранным к приемке и подготовке для перелета в Энгельс стал Ту-160 с бортовым номером «10». Самолёты Ту-160 ВВС Украины не поднимались в воздух по три — четыре года, исключение составляла как раз «десятка», принимавшая участие в параде 1998 г… Надо сказать, что в целом состояние самолётов Ту-160 было хорошим. Остаточный ресурс составлял 90 % от установленного. Все самолёты укомплектованы необходимым оборудованием и документацией. На них добросовестно выполнялись работы по хранению — видно было, что работы выполнялись «за совесть».

21 лютого 2000 року два останні Ту-160, продані Росії, вилетіли курсом на авіабазу «Енгельс-2».
30 березня 2000 року Ту-160 ВПС України з бортовим номером 26 перелетів в Полтавський музей дальньої авіації. Згодом бомбардувальник був приведений в небоєздатний стан. Це єдиний Ту-160, який залишився на території України.
11 серпня 2000 року відбулася церемонія прощання з прапором 184-го полку. Прапор було передано на збереження до Міністерства оборони України. Останній Ту-160 залишив гарнізон 30 березня 2000 року, а в листопаді того ж року 184-й Гвардійський важкий бомбардувальний авіаполк був остаточно розформований.
2 лютого 2001 року був розрізаний десятий Ту-160, останній із стратегічних бомбардувальників ВПС України, які повинні були бути знищені за домовленістю зі США.
Станом на 2012 рік авіабаза Прилуки занедбана, майже все обладнання демонтовано (знято радіолокаційне та світлотехнічне обладнання, розібрані дальні стоянки). На вимогу США також були знищені земляні капоніри, бомбосховища, два склади пально-мастильних матеріалів та інші об'єкти на авіабазі.
На території колишньої авіабази розташований пам'ятник Ту-16.

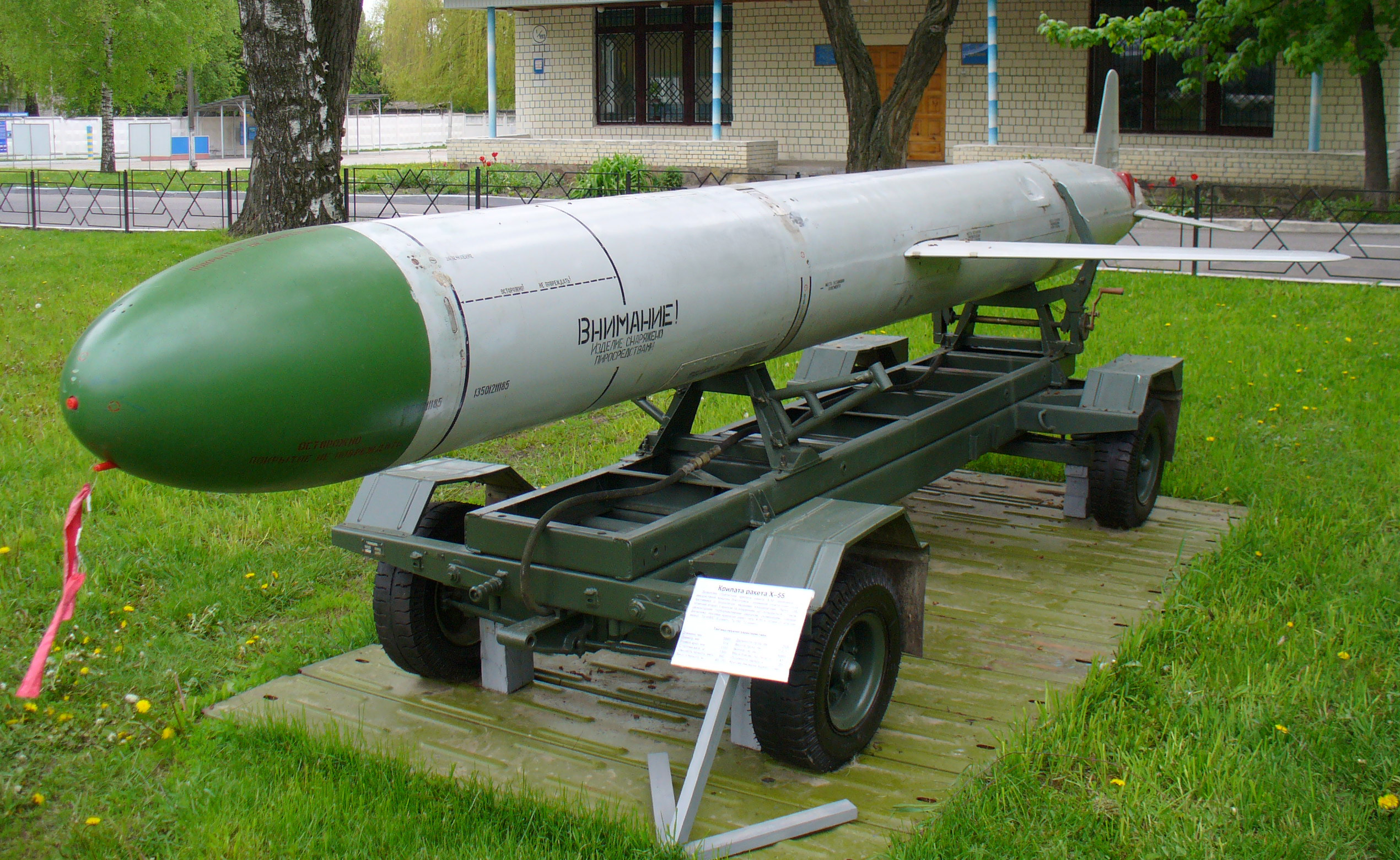
Крилата ракета Х-55 у Музеї ВПС України, 2008 рік.
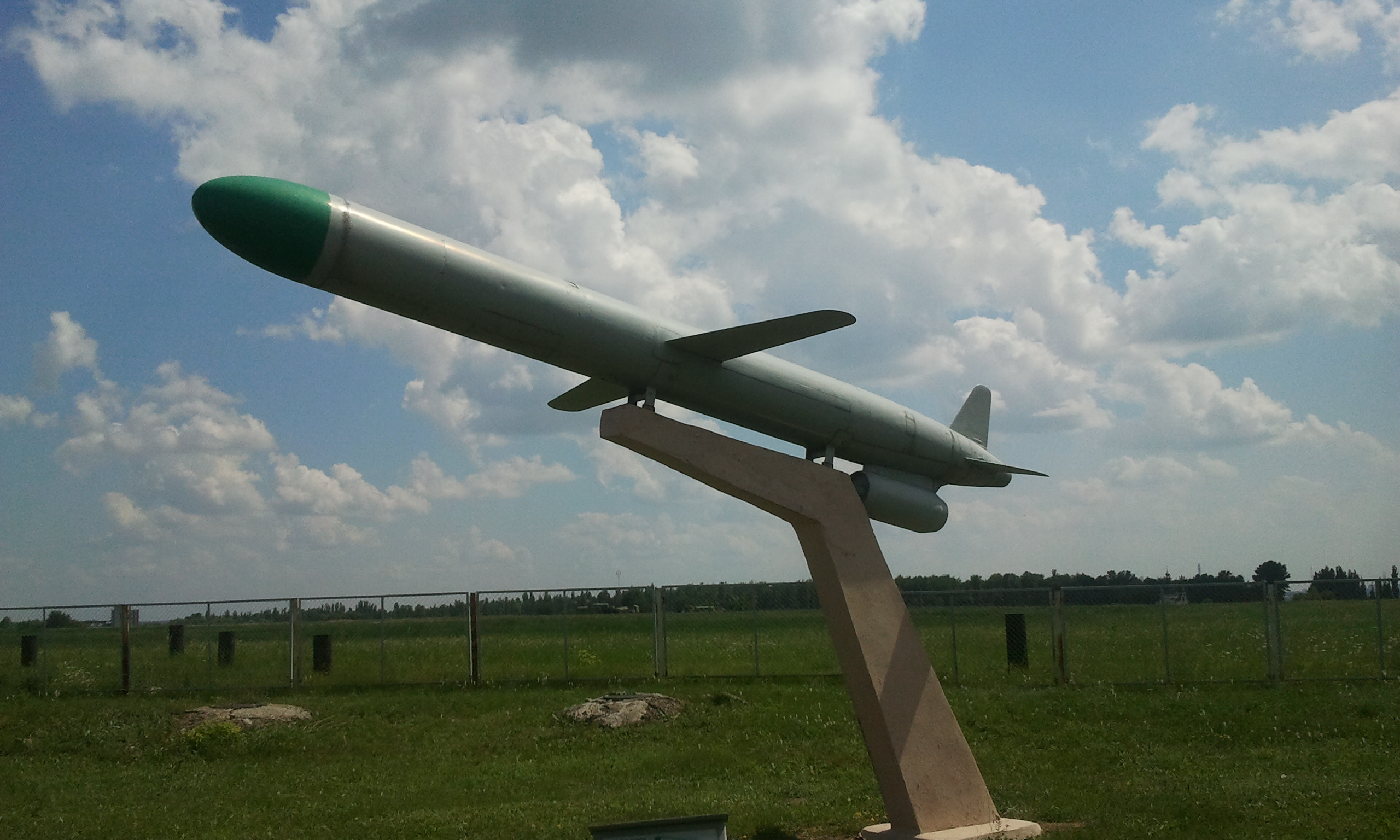
Крилата ракета Х-55 в музеї ХАЗ, 2011 рік.
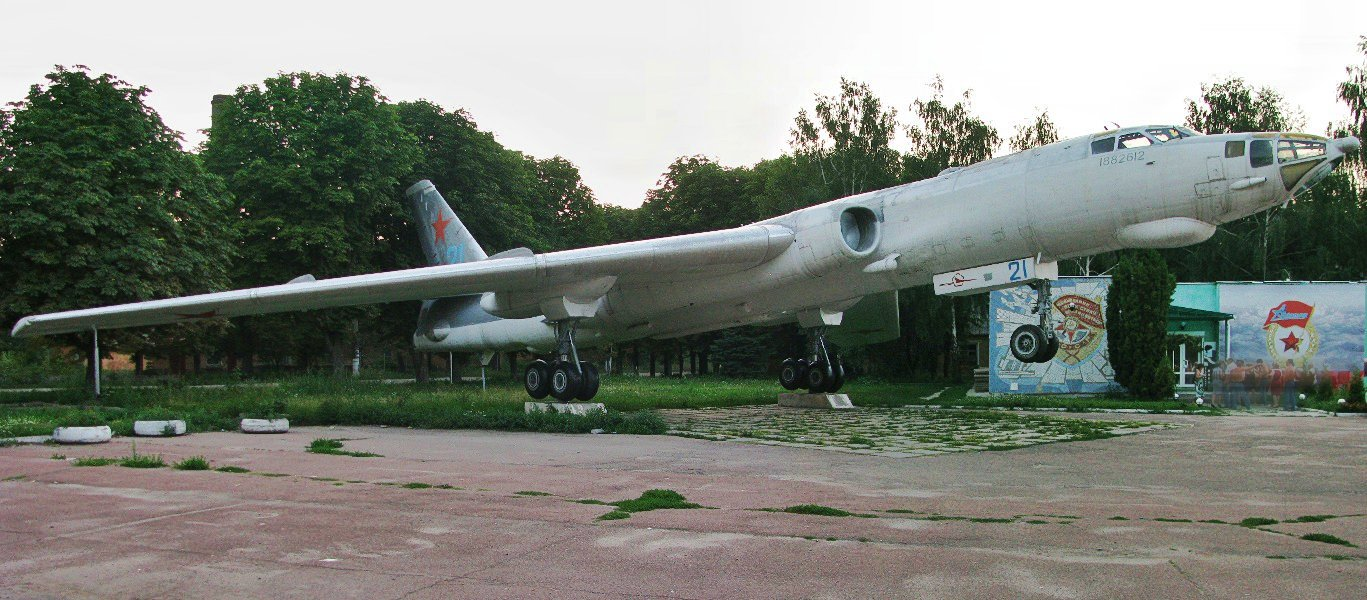
Пам'ятник Ту-16П (б/н 21) на колишній авіабазі Прилуки, 2010 рік.

### Авіабаза Полтава

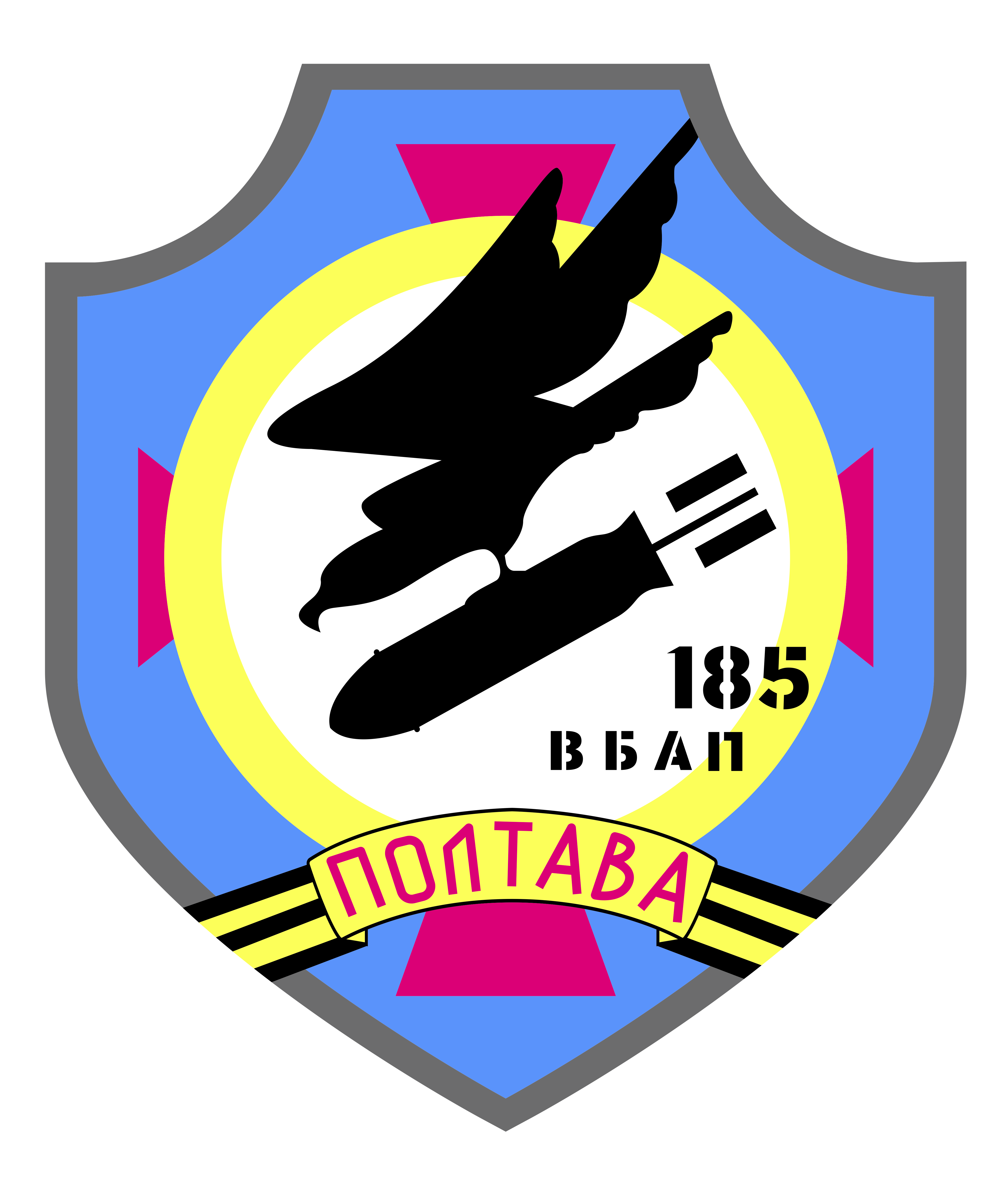
Емблема 185 ВПАБ

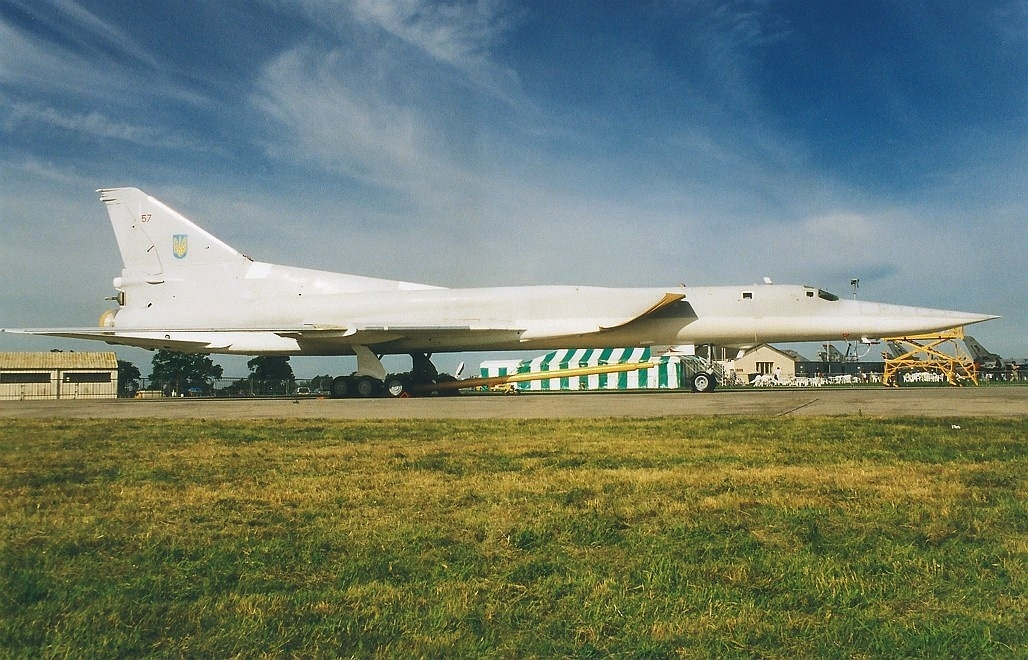
Ту-22М3 (б/н 57) ВПС України на авіашоу RIAT 1998, Англія.

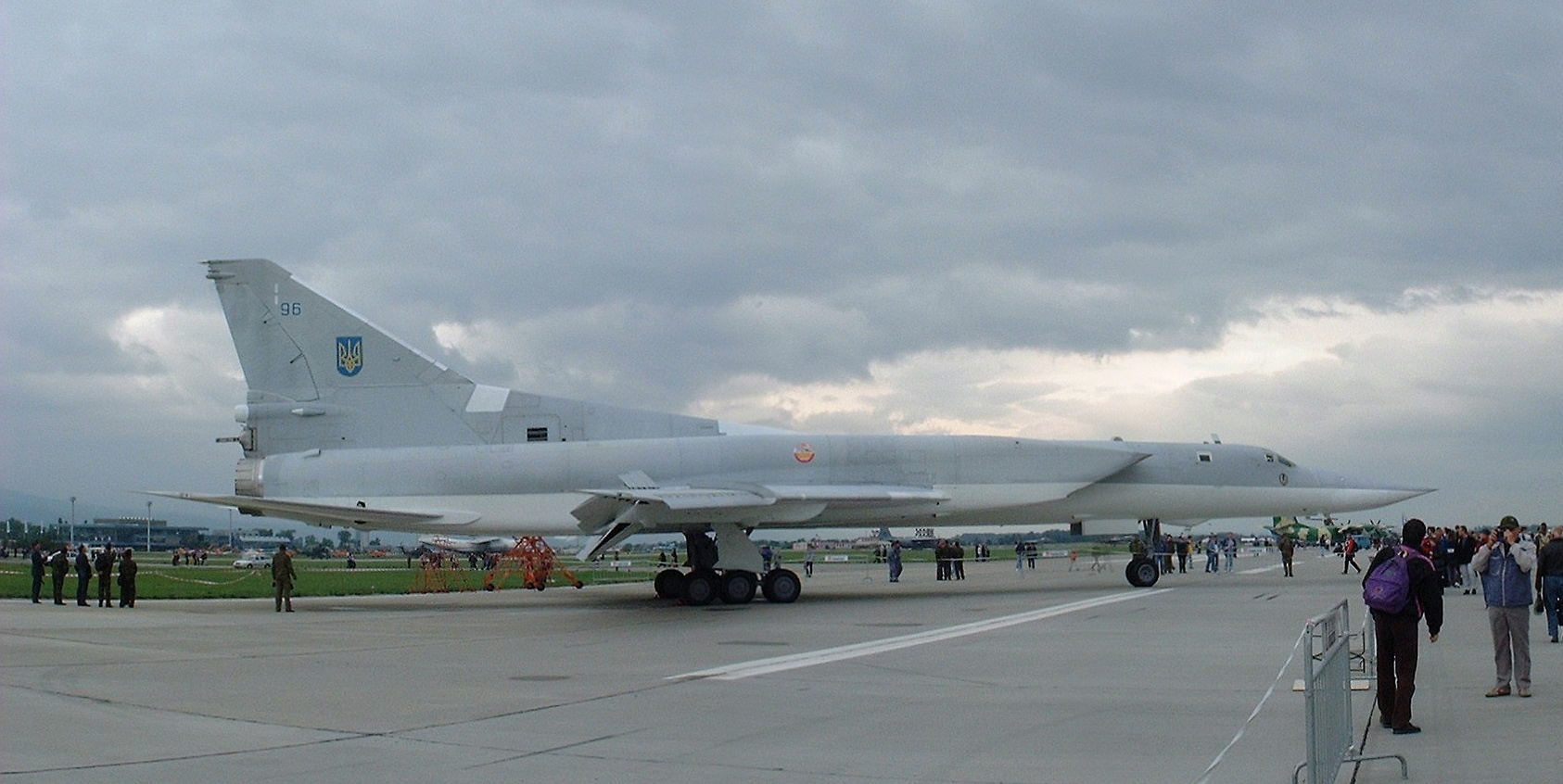
Ту-22М3 (б/н 96) ВПС України на авіашоу SIAD 2002, Словаччина.

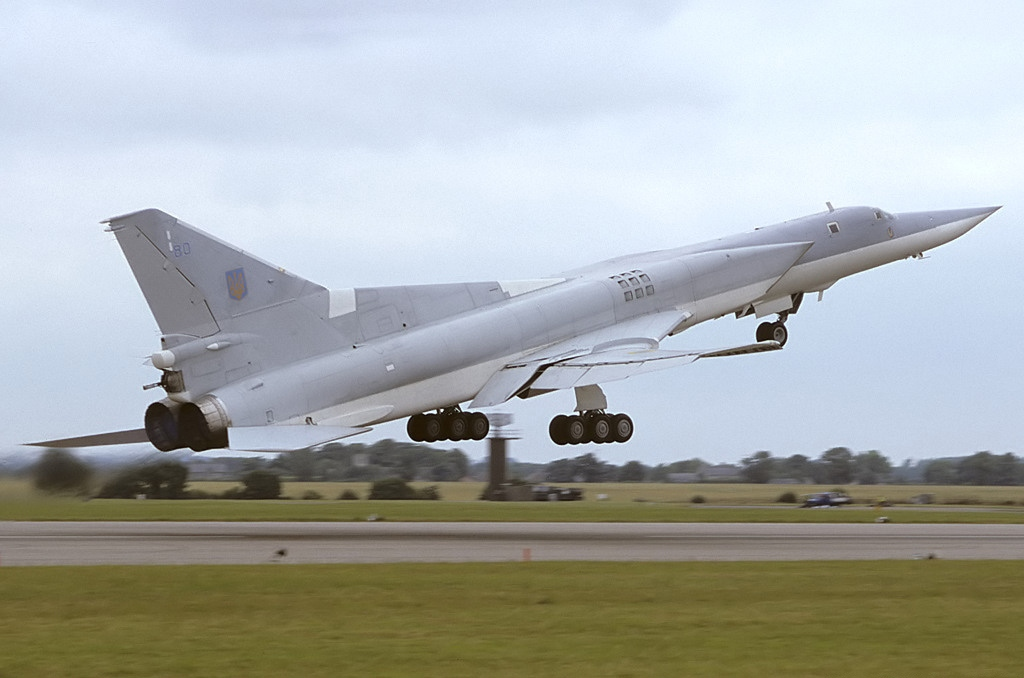
Ту-22М3 (б/н 80) ВПС України на авіашоу RIAT 2000, Англія.

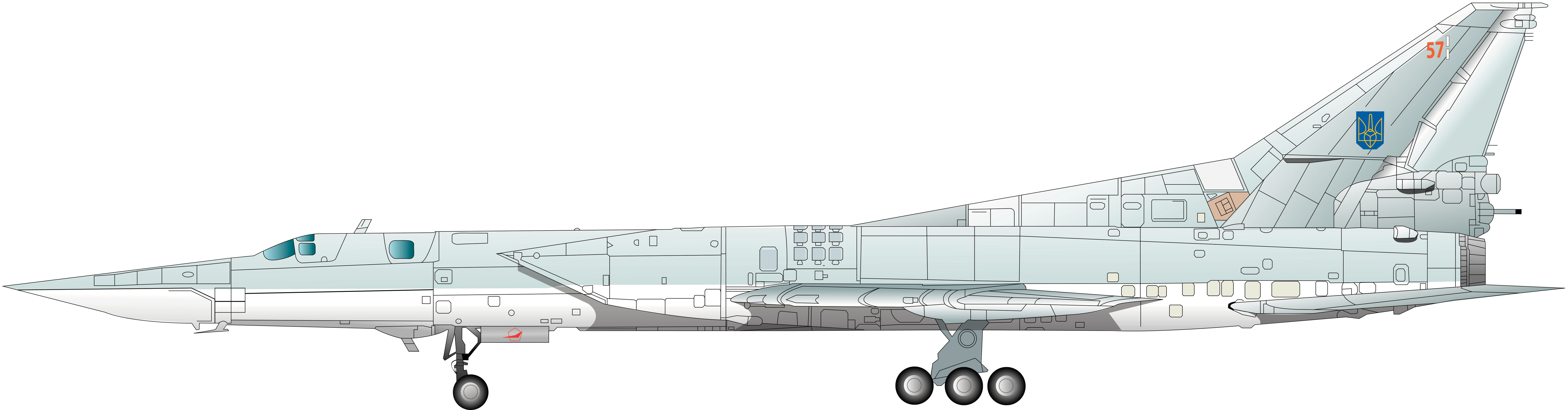
Ту-22м3 Повітряних Сил України

На авіабазі Полтава базувався 185-й гвардійський важкий бомбардувальний авіаполк
У 1991 році на озброєнні 185-го важкого бомбардувального авіаполку перебувало 6 Ту-16П і 18 Ту-22М3.
У серпні 2000 року пройшли спільні російсько-українські навчання, під час яких 2 Ту-22М3 з 185-го вбап виконали переліт на Північ Росії і разом з російськими літаками атакували і уразили мішені-баржі на полігоні у Новій Землі. Також екіпаж українського Ту-22М3, під час російсько-українських навчань на полігоні Архалик, після дальнього перельоту зробив пуск ракети-мішені Х-22, яка була успішно знищена російськими винищувачами Су-27.
Згідно з угодою СНО-2, Ту-22/Ту-22М та їх модифікації не вважаються стратегічними бомбардувальниками, проте під тиском Державного департаменту США керівництво України погодилося на знищення всіх Ту-22/Ту-22М, що перебували на озброєнні українських ВПС.
Контракт на проведення робіт по знищенню дальніх бомбардувальників Ту-22М ВПС України і їх озброєння був підписаний в липні 2002 року між Агентством зі зменшення загрози Міністерства оборони США і американською фірмою Rayteon Technical Service. Субпідрядником ліквідаційних робіт виступило державне підприємство Міноборони «Українська авіаційна транспортна компанія».
Ліквідація проводилася в кілька етапів. Спочатку бомбардувальники були виведені зі стану бойової готовності, а потім — розпиляні.
Навесні 2002 року завершився перший етап знищення Ту-22М, під час якого було ліквідовано 8 Ту-22М3.
В листопаді 2002 року розпочався наступний етап знищення Ту-22М. Було розрізано 31 Ту-22М2/М3, що базувалися на військових аеродромах в Полтаві та Миколаєві. Також були повністю знищені 225 крилатих ракет Х-22. У Полтаві було знищено 12 літаків Ту-22М3, в Миколаєві — 17 Ту-22М2 і 2 Ту-22М3, в Озерному — 225 крилатих ракет Х-22. Роботи по знищенню бомбардувальників велися за контрактом з американською компанією Rayteon Technical Service з листопада 2002 року по липень 2004 року.
У 2003 році Ту-22М3 був остаточно знятий з озброєння ВПС України.
27 січня 2006 року на авіабазі «Полтава» було завершено знищення 60 Ту-22М (17 Ту-22М2 та 43 Ту-22М3) та 423 авіаційних крилатих ракет Х-22 ВПС України. В церемонії знищення останнього українського дальнього бомбардувальника взяли участь Джон Гербст, посол США в Україні, а також представники міністерства оборони США на чолі із заступником помічника міністра оборони Дагом Інгландом.
Кілька Ту-22/Ту-22М були приведені в нельотний стан і передані в Державний музей авіації України і Полтавський музей дальньої авіації, створений групою офіцерів-ентузіастів на базі колишнього військового аеродрому у 2007 році.

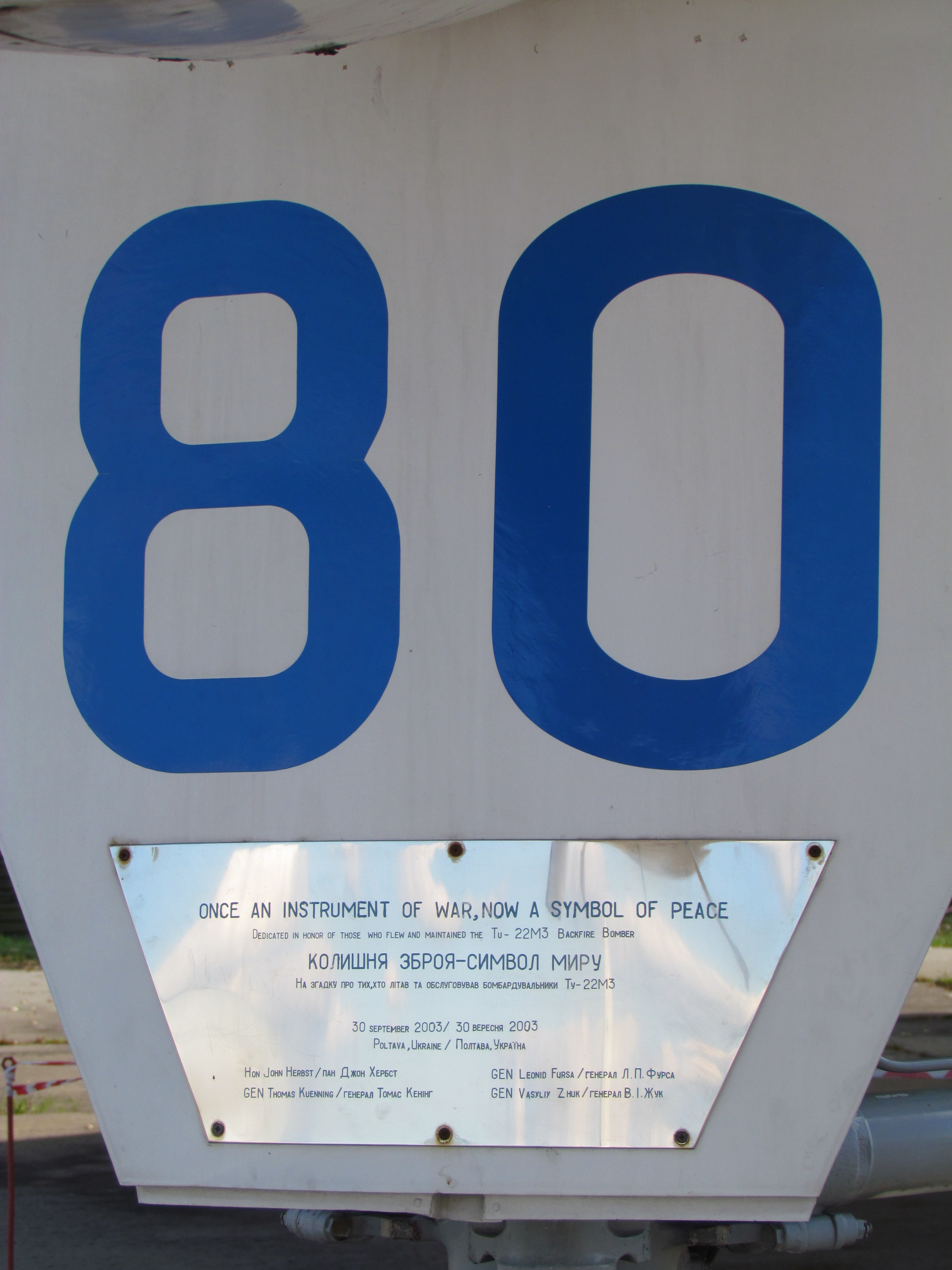
Пам'ятний знак «Колишня зброя — символ миру» на колишній авіабазі Полтава на згадку про тих, хто літав і обслуговував Ту-22М3 ВПС України
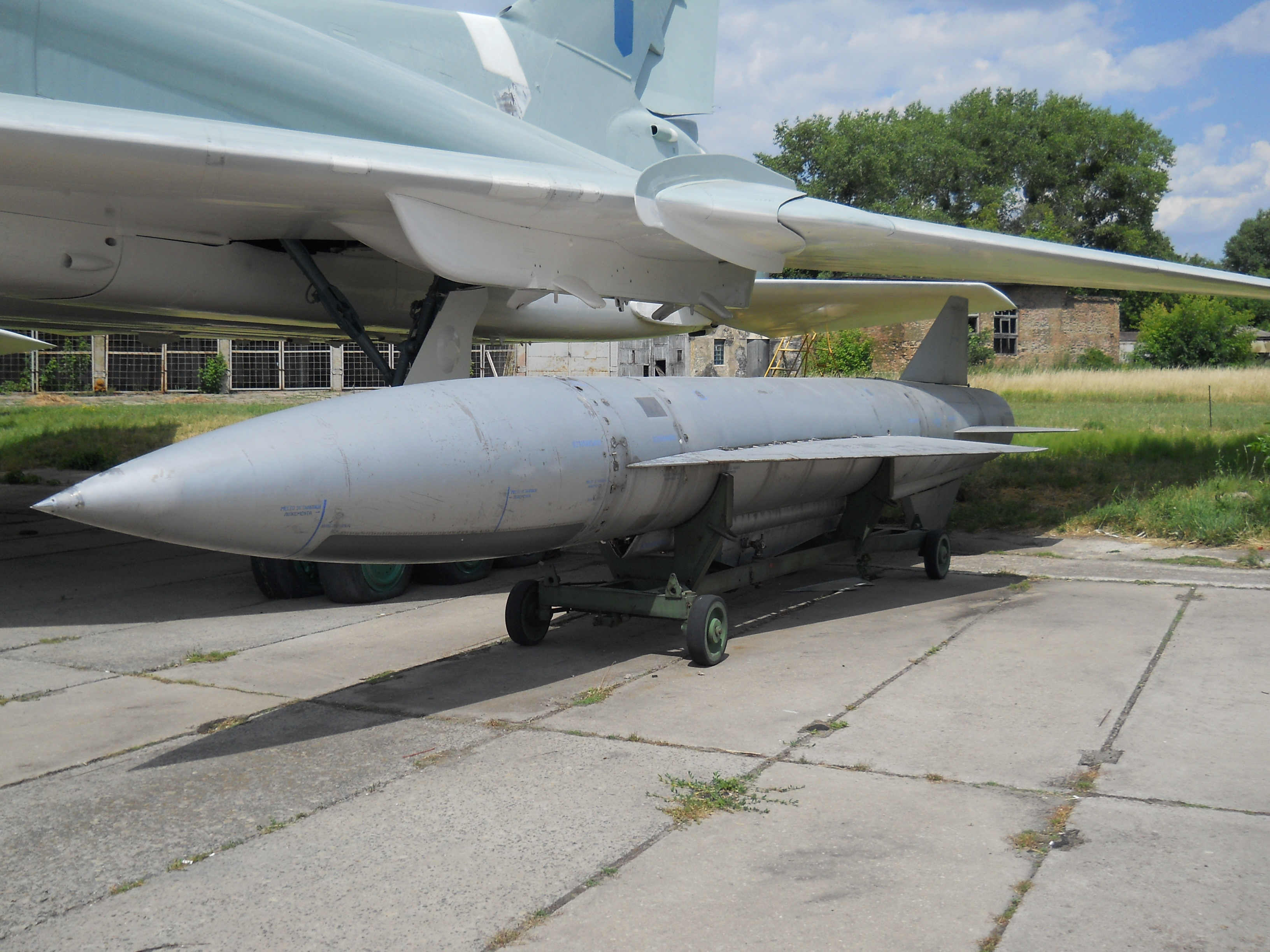
Ракета Х-22, Державний музей авіації України. Ту-22М3 здатен нести 3 крилаті ракети Х-22.
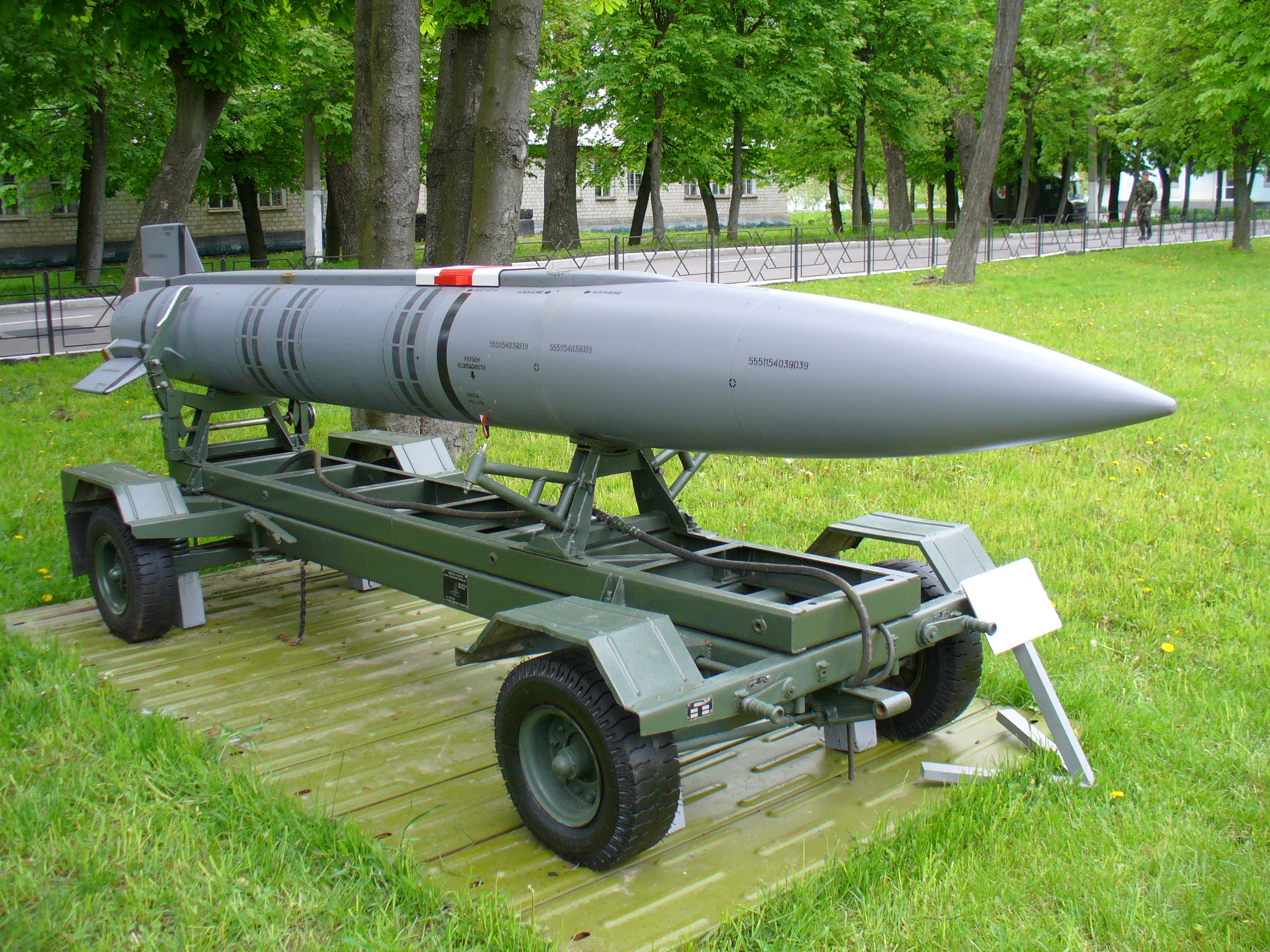
Ракета Х-15, Повітряних Сил Збройних Сил України. Ту-22М3 здатний нести 10 Х-15.

### Авіабаза Узин

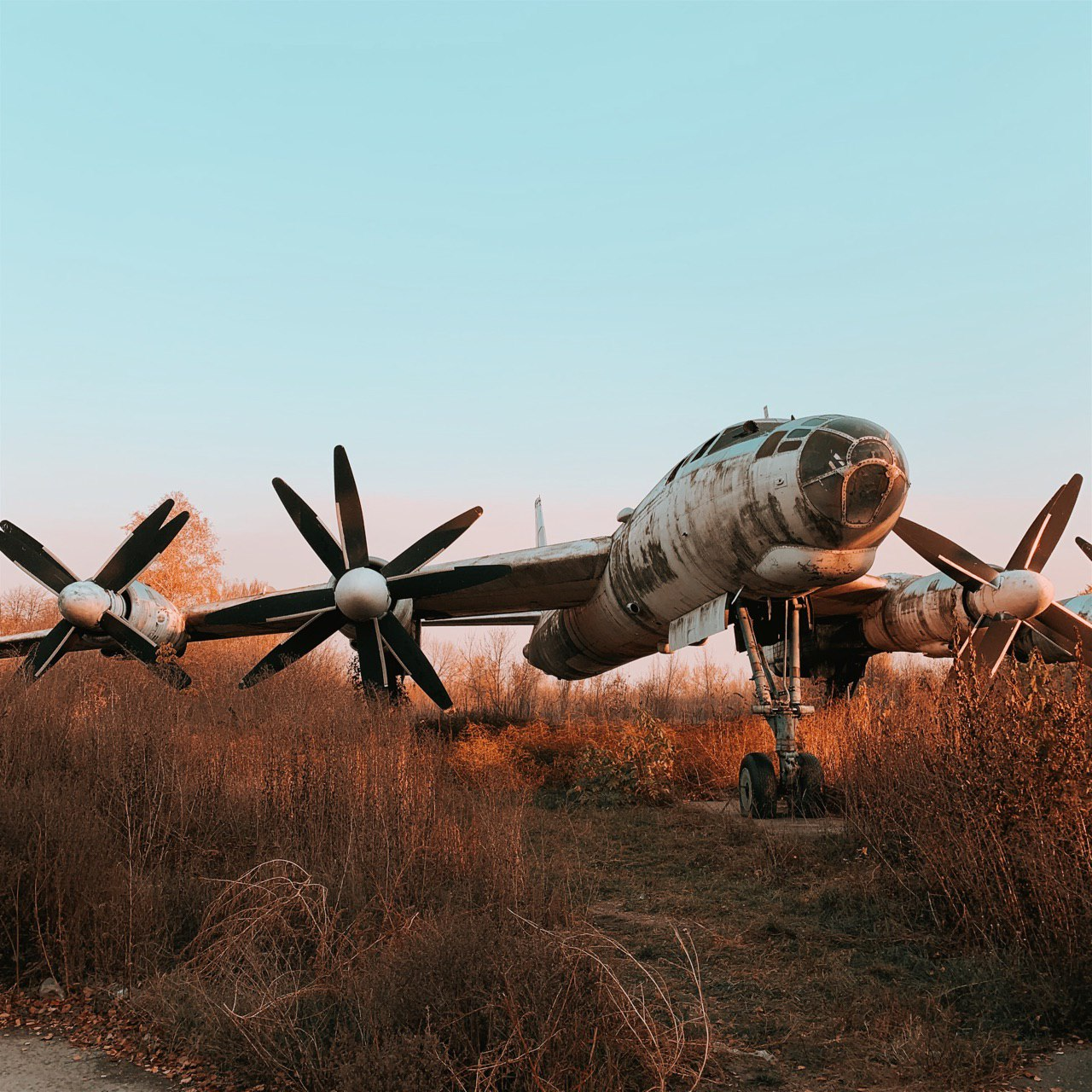
Ту-95У на колишній авіабазі Узин

Авіабаза Узин була однією з найпотужніших і найважливіших авіабаз на території СРСР. У 1991 році на авіабазі Узин базувався 1006-й важкий бомбардувальний авіаполк і 409-й авіаполк літаків-заправників.
Авіабаза Узин припинила своє існування у 1998 році після того як уряд України під тиском США ухвалив рішення знищити Ту-95МС, а літаки-заправники Іл-78 переобладнати для вантажних комерційних перевезень або продати закордон.
У 2001 році на аеродромі Узин під контролем співробітників Пентагону був розрізаний останній із запланованих до знищення Ту-95МС. Після закінчення обробки американські військові взяли з собою, як трофей, частина фюзеляжу з бортовим номером.
1006-й важкий бомбардувальний авіаполк
У 1994 році на озброєнні 1006-го вбап перебувало 23 Ту-95МС, з них 7 літали, 14 перебували на зберіганні і 2 — на авіаремонтному заводі. Бомбардувальники, що перебували на озброєнні 1006-го вбап, відносилися до модифікації Ту-95МС-16, здатної нести 16 крилатих ракет Х-55 і вражати цілі на відстані до 2500 км.
До кінця 2001 року було знищено або передано Росії в обмін на оплату боргу за природний газ 22 Ту-95МС ВПС України, що перебували на озброєнні, зберіганні та на авіаремонтному заводі в Білій Церкві. По одному Ту-95У і Ту-95МС як музейні експонати залишилися на території колишньої авіабази Узин і в Полтавському музеї дальньої та стратегічної авіації.
409-й авіаполк літаків-заправників

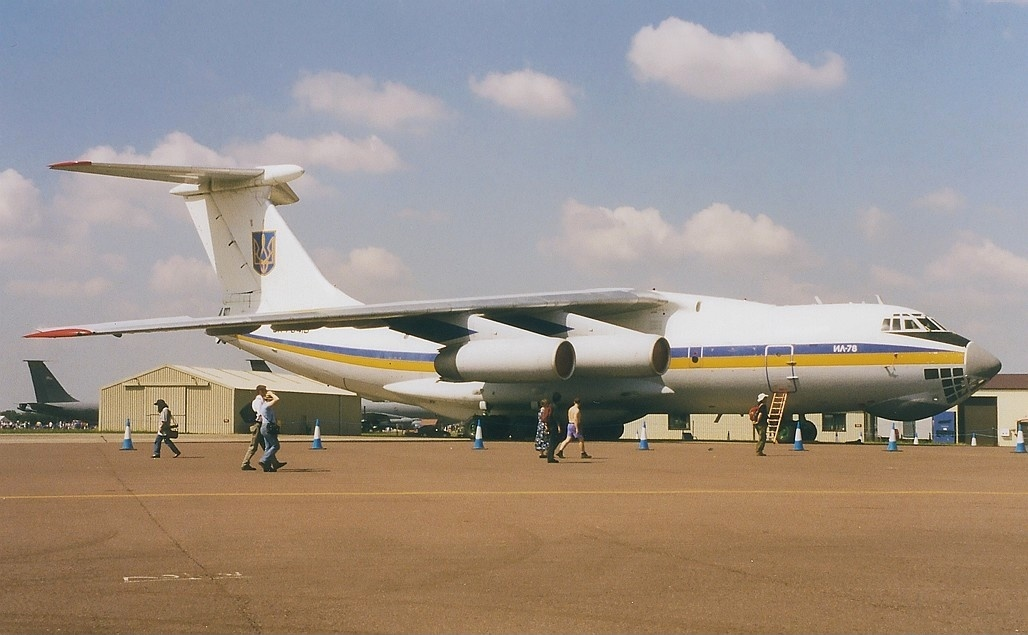
Іл-78 ВПС України на авіашоу RIAT 1997, Фейфорд, Англія.

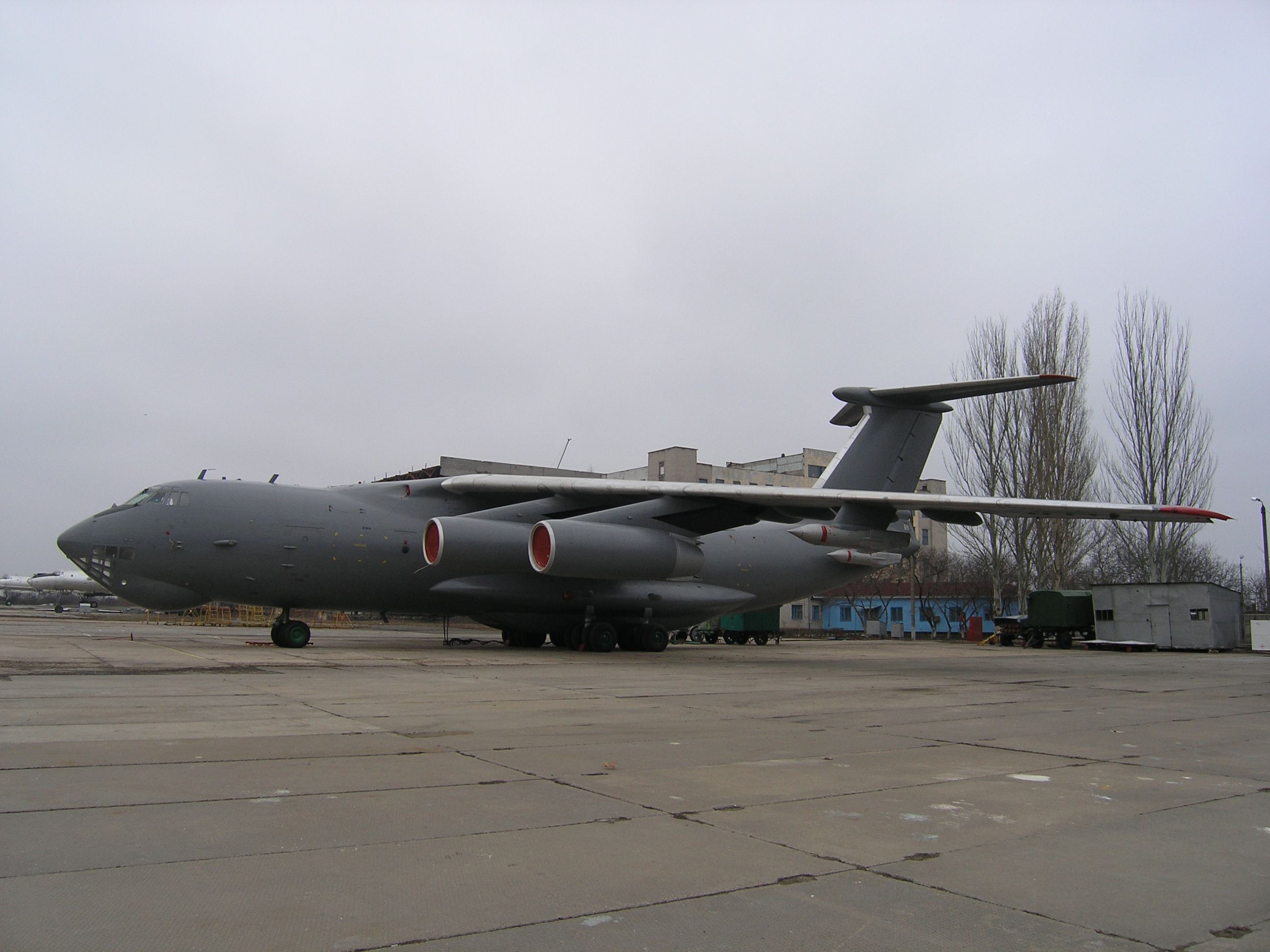
Іл-78, проданий американській приватній військовій компанії North American Tactical Aviation, Миколаївське АРП, 2008 рік.

409-й авіаполк, оснащений 21 літаком-заправником Іл-78, забезпечував дозаправлення паливом стратегічних бомбардувальників Ту-95МС з Узина та Ту-160, що базуються в Прилуках.
Іл-78, після демілітаризації та демонтажу паливозаправного обладнання, здавалися Міністерством оборони України в оренду приватним авіакомпаніям БСЛ, Бусол і ATI як вантажні літаки.
У 1998—1999 роках Алжиру було продано 5 Іл-78 (серійні № 40-10, 41-10, 46-10, 47-10 і 48-10) з частковим відновленим заправним обладнанням: були встановлені два підкрильові УПАЗ-1.
У 1998 році Іл-78 (серійний № 61-10), переобладнаний у вантажний літак, держпідприємства Міністерства оборони України «Українська авіаційно-транспортна компанія» зазнав катастрофи біля Асмери, столиці Еритреї.
У 2003 році 1 Іл-78 (серійний № 56-07), переобладнання в транспортний Іл-76ТД, був проданий уряду Анголи.
У 2005 і 2011 роках американській приватній військовій компанії North American Tactical Aviation були продані 2 Іл-78 (серійні № 64-10 та 65-10), перероблені в транспортні літаки. Літаки отримали американські реєстраційні номери N78GF і N78RX відповідно. Передбачається, що літаки використовуються для спецоперацій і оцінки можливостей авіації потенційних супротивників США.
У 2009 році в Пакистан, за контрактом від 2006 року, було поставлено 4 Іл-78 (серійні № 50-10, 51-10, 57-10 і 59-07), заново обладнаних в паливозаправники. Для здійснення поставки в Пакистан 1 Іл-78 (серійний № 49-10) був розібраний на запчастини у 2008 році.
У грудні 2011 року підписано контракт з ДК «Укроборонпром» на поставку 3 Іл-78 зі зберігання з проведенням їх капітально-відновлювального ремонту як заправників для ВПС КНР. 25 березня 2014 року відбувся перший політ після ремонту першого підготовленого до поставки Іл-78 (1987 року випуску, серійний № 59-10, заводський № 0073478359, колишній бортовий № UR-76744), який пройшов ремонт на ДП «Миколаївський авіаремонтний завод „НАРП“». З 1993 року літак використовувався в комерційних цілях з демонтованим заправним обладнанням, а з 2001 року — перебував на зберіганні на аеродромі ВПС України в Мелітополі.
Решта Іл-78 були порізані або поставлені на зберігання після виробітку ресурсу.

### Авіабаза Біла Церква

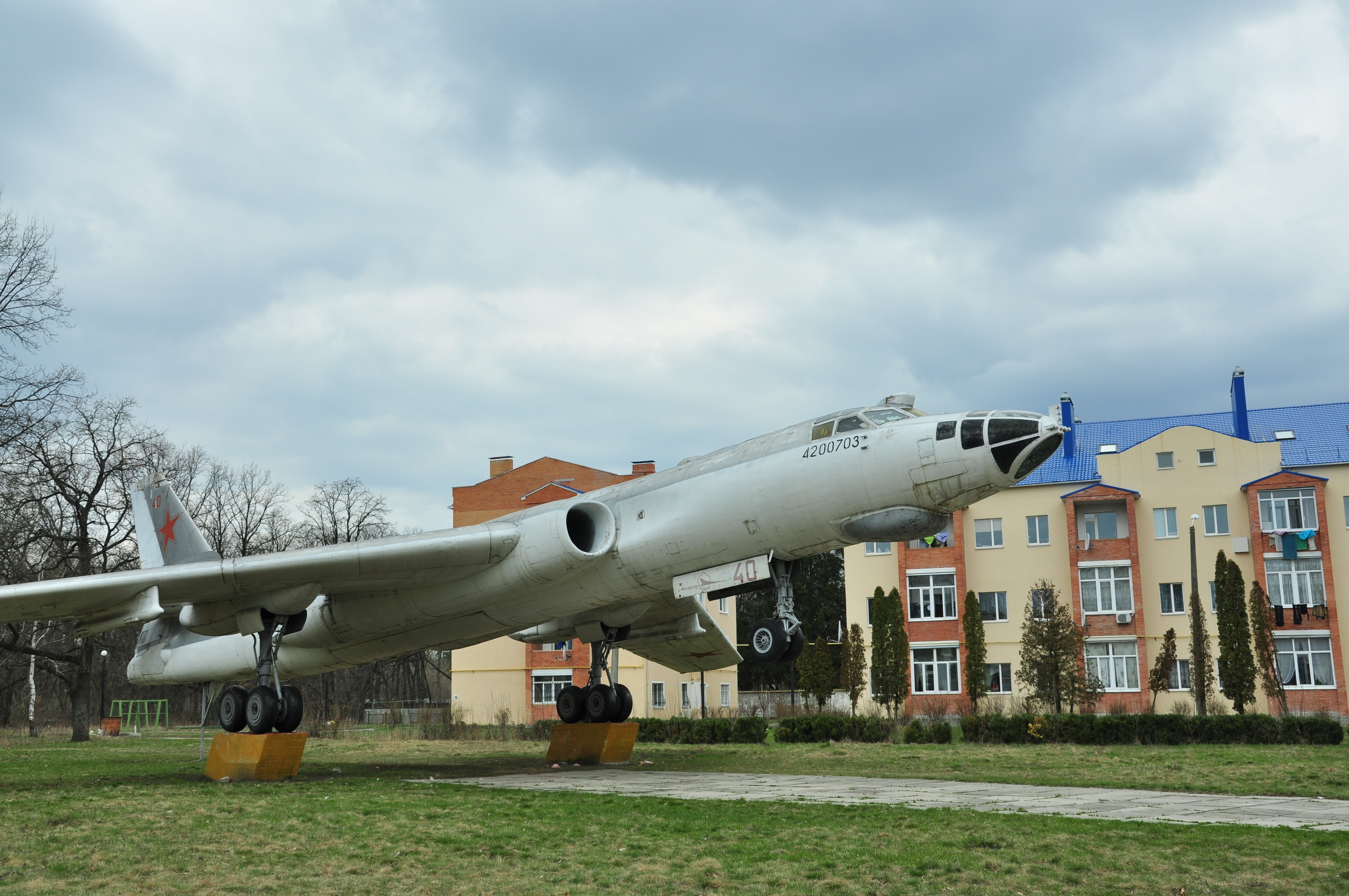
Ту-16 на колишній авіабазі Гайок

На авіабазі Гайок (м. Біла Церква) базувався 251-й гвардійський інструкторський важкий бомбардувальний авіаполк.
У 1991 році на озброєнні авіаполку стояли 27 Ту-16К та Ту-22М3.
У 1993 році Ту-16, що базуються в Білій Церкві, як і інші Ту-16, що належали Україні, були поставлені на зберігання, а потім утилізовані.
Бомбардувальники Ту-22М3 були перегнані до аеродрому Прилуки, де стали на озброєння 184-го гвардійського важкого бомбардувального авіаціоного полку.
Біля авіабази розташований Білоцерківський авіаремонтний завод, де проводився ремонт літаків Ту-16, Ту-22, Ту-22М і Ту-95.
На території колишньої авіабази Біла Церква розташований пам'ятник Ту-16, встановлений у 1984 році на честь 40-річчя 251-го гвардійського важкого бомбардувального авіаполку.

### Авіабаза Кульбакине

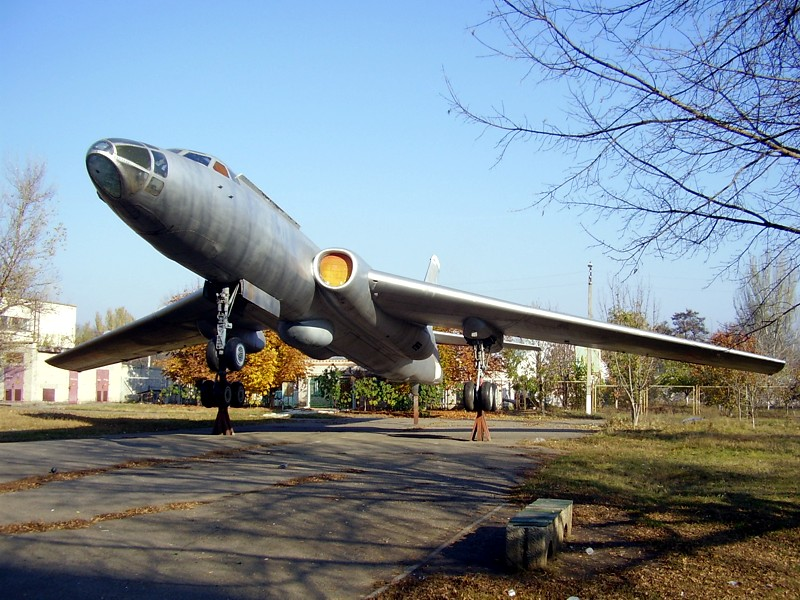
Ту-16, м. Миколаїв, Кульбакине.

Авіабаза Кульбакине (м. Миколаїв) — аеродром колишнього 333-го Центру бойового застосування і перенавчання Авіації ВМФ ЗС СРСР. Після здобуття Україною незалежності центр був перейменований в 33-й Центр бойового застосування і перенавчання ВМС України.
На авіабазі базувався 540-й інструкторсько-дослідний морський ракетоносний авіаційний полк. У 1992 році на озброєнні авіаполку перебувало 29 Ту-22М2/М3 і 20 Ту-16К.
На початку 1990-х років Ту-16К і Ту-22М2 були відправлені на бази зберігання, а потім утилізовані.
Також на авіабазі базувалися протичовнові літаки Ту-142М і Ту-142МЗ. До початку 2006 року було знищено 6 літаків типу Ту-142.
Один Ту-142МЗ був переданий в Державний музей авіації України, ще один Ту-142 перебуває в Луганському авіамузеї.
Згодом на аеродромі стала базуватися 299-та бригада тактичної авіації ЗС України, озброєна штурмовиками Су-25.
Станом на 2012 рік на території авіабази перебуває один напіврозібраний Ту-142 і два Ту-95МС (б/н 31 і 95) в нельотному стані.
Біля авіабази Кульбакине розташований Миколаївський авіаремонтний завод (НАРП), де проводився ремонт літаків Ту-16, Ту-95, Ту-142, Ту-22М2 і Ту-22М3, а зараз виконується ремонт Іл-76, Іл-78 та Су-24.
На території авіабази встановлений Ту-16 у вигляді пам'ятника.

### Авіабаза Стрий
На авіабазі Стрий (біля міста Стрий, Львівська область) з 1951 по 1992 рік базувався 260-й важкий бомбардувальний авіаполк.
У 1991 році на озброєнні авіаполку стояли такі літаки:
- 23 Ту-16К
- 18 Ту-22М3

У 1993 році Ту-22М3 перегнали на авіабазу Прилуки, а Ту-16К зняли з озброєння і згодом утилізували.
У 1998 році авіабаза була остаточно закрита, а 260-й важкий бомбардувальний авіаполк розформовано.

### Авіабаза Озерне
На авіабазі Озерне (в 15 км на південний схід від Житомира) базувався 341-й важкий бомбардувальний авіаполк.
На озброєнні стояли такі літаки:
- Ту-22КД (близько 30 одиниць) — ракетоносець, носій крилатих ракет Х-22
- Ту-22ПД — літак радіоелектронної боротьби
- Ту-22УД — навчально-тренувальний літак

У 1995 році на озброєнні залишалось 12 Ту-22КД, 6 Ту-22КП і 3 Ту-22У.
У 1997 році на авіабазі Озерне відбувся останній виліт літаків типу Ту-22.
У 1998–1999 роках літаки перегнали на базу ліквідації на аеродром Ніжин.
До 2001 року ці літаки були утилізовані.

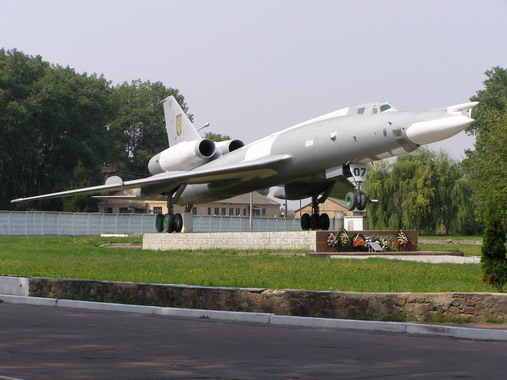
Пам'ятник Ту-22КД (б/н 07), авіабаза Озерне.
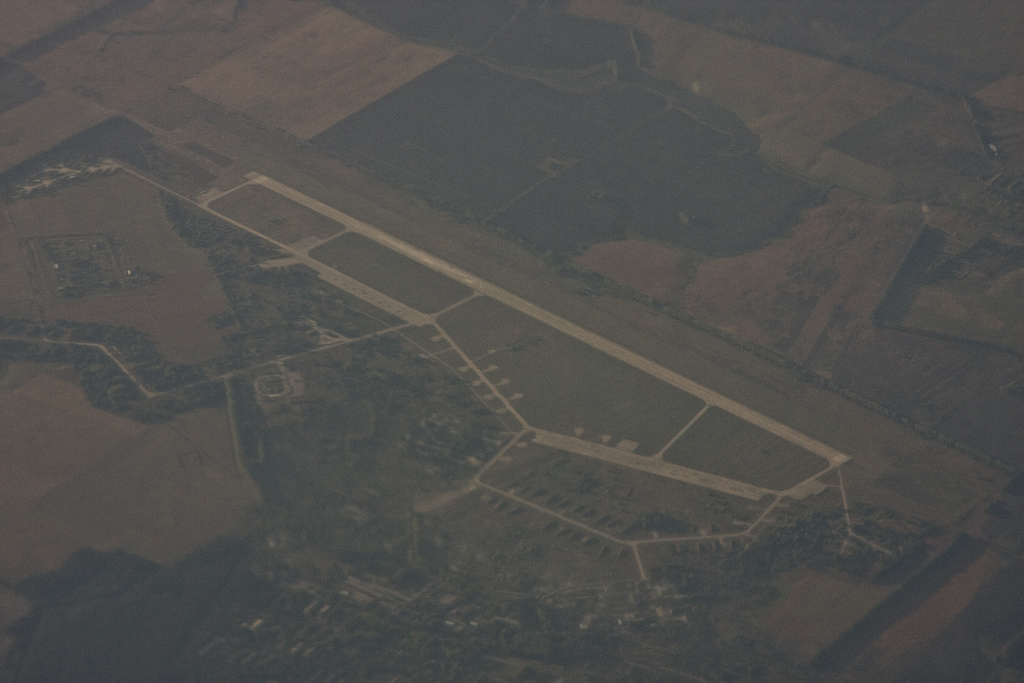
Авіабаза Озерне

### Авіабаза Ніжин

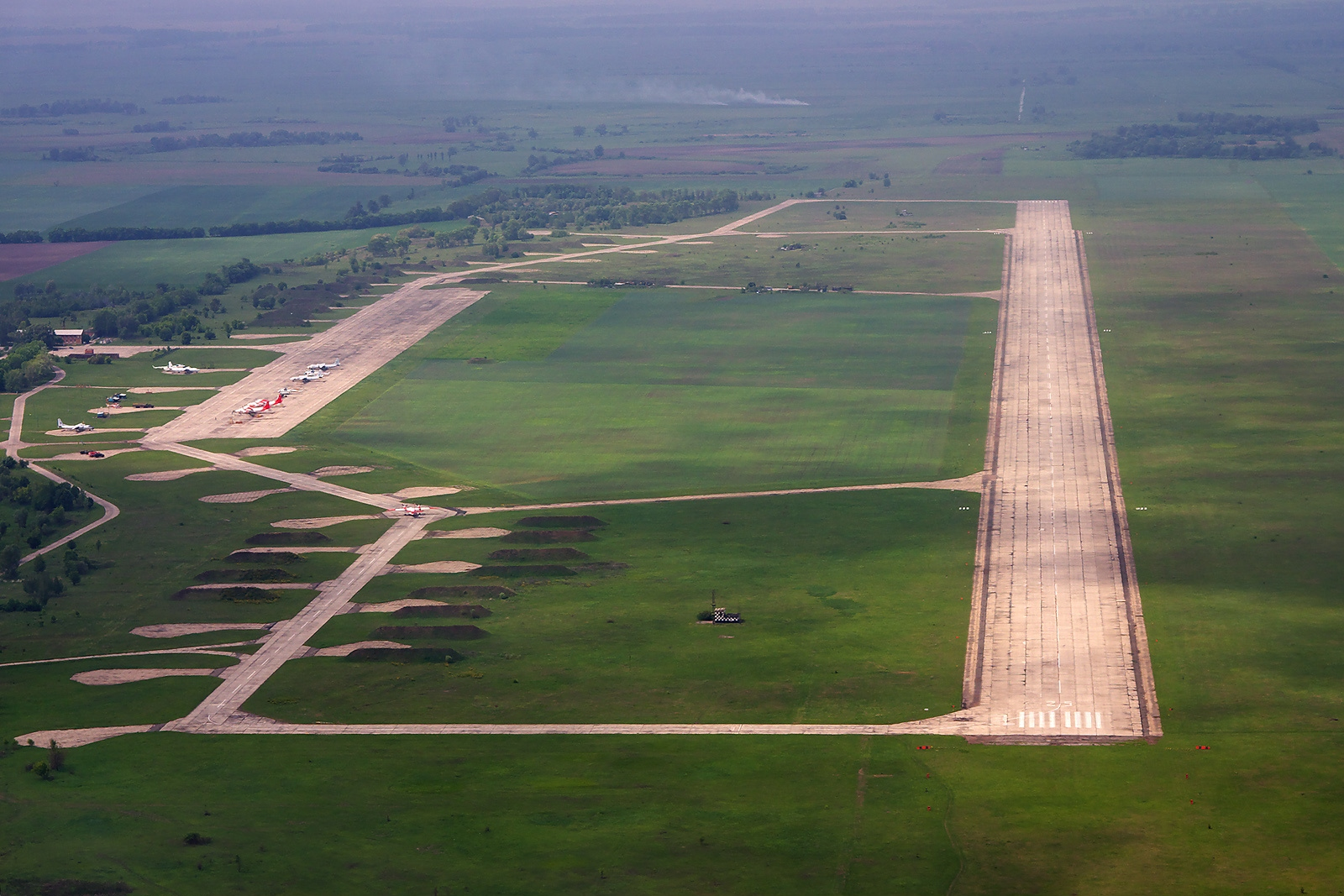
Авіабаза Ніжин, 2010 рік.

На авіабазі Ніжин (місто Ніжин, Чернігівської області) базувався 199 гвардійський окремий дальній розвідувальний полк.
На озброєнні стояли такі літаки:
- Ту-22Р/РД/РК/РДК (30 одиниць) — літак, що поєднує в собі властивості бомбардувальника і розвідника
- Ту-22У/УД — навчально-тренувальний літак
- Ту-22П/ПД — літак радіоелектронної боротьби

199-й огдрап займався стратегічною розвідкою на центрально-європейському та південно-західному (ФРН — Австрія — Греція — Босфор — Мармурове море), і південному (Чорне море — Туреччина — Іран) напрямках.
У 1992 році більшість льотчиків і штурманів 199-го гвардійського окремого далекого розвідувального полку мали перший клас. Брак палива, запчастин та економічні труднощі призвели до істотного зниження інтенсивності польотів. Незважаючи на це, авіаторам вдавалося підтримувати високий рівень підготовки, що підтверджують дії екіпажу Ту-22Р 25 травня 1995 року, коли після виконання завдання над нейтральними водами Чорного моря на їх літаку відмовив двигун. За розрахунками штурмана долетіти до Ніжина не вдавалося, і льотчик майстерно посадив несправну машину на запасному аеродромі під Одесою.
Деякий час Ту-22Р намагалися використовувати в Україні і в цивільних цілях: виконувати фотозйомку для картографування, геодезії та землеустрою і проводити моніторинг стихійних лих.
У 1995 році на озброєнні полку стояло 10 Ту-22Р, 1 Ту-22РДК, 3 Ту-22ПД і 4 Ту-22УД.
30 грудня 1996 року авіаполк був реорганізований у 18-ту окрему дальньорозвідувальну авіаційну ескадрилью (одрае). У бойовому складі ескадрильї значилися 6 Ан-З0Б, 3 Ту-22Р і 1 Ту-22У.
На початку 1997 року, під час візиту кораблів ВМС США в Україну, Ту-22Р здійснювали патрулювання над Чорним морем.
У липні 1998 року на авіабазі «Ніжин» відбувся останній виліт літаків типу Ту-22.
22 лютого 1999 року постановою № 242 Верховної Ради 18-я одрае передана до складу Міністерства з надзвичайних ситуацій і перейменована в 300-й спеціальний авіаційний загін МНС.
До 2001 року літаки типу Ту-22 були утилізовані на базі ліквідації в Ніжині.

## Ліквідація стратегічної авіації України

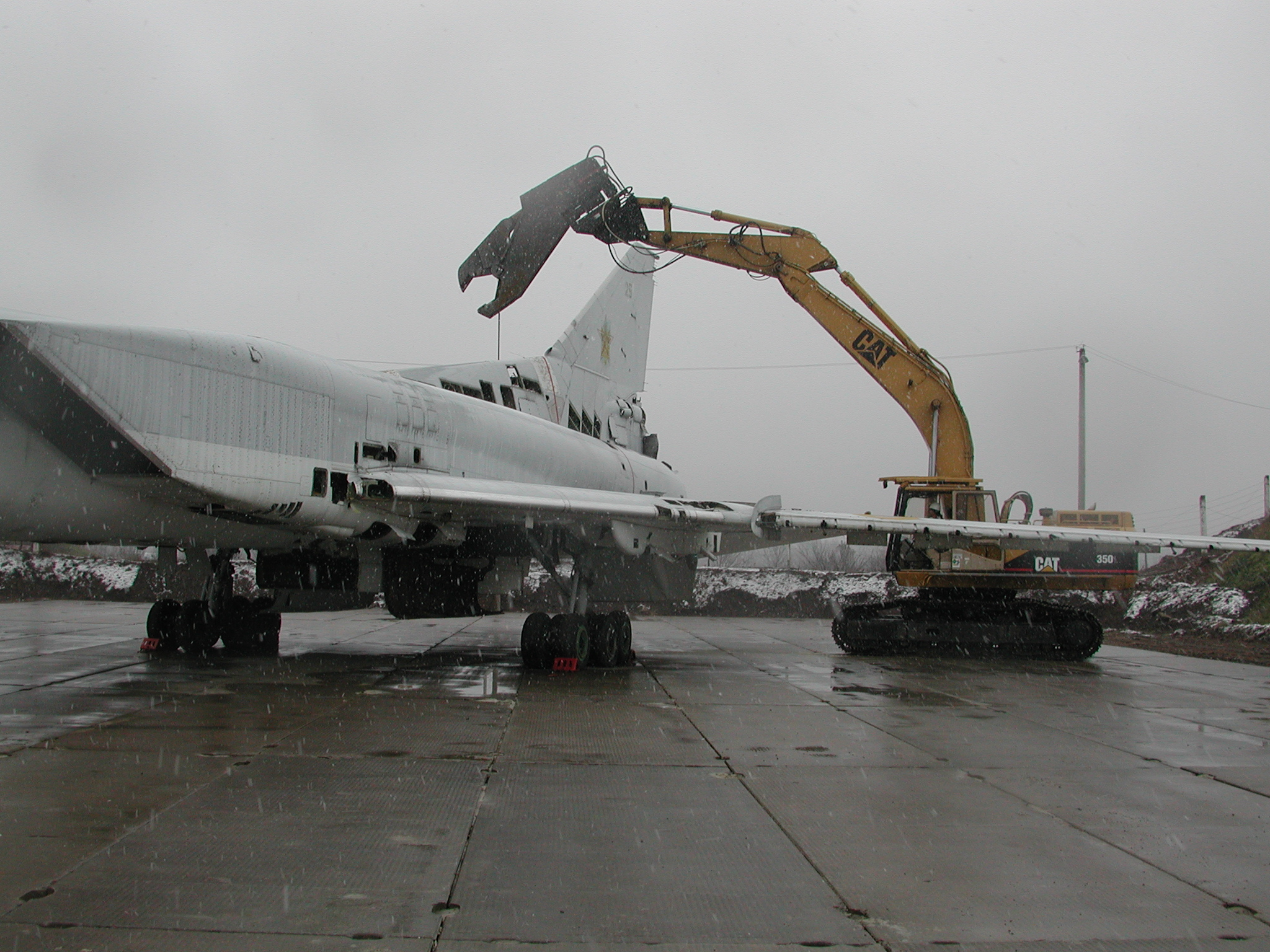
Знищення Ту-22М3 ВПС України за допомогою обладнання американської компанії Raytheon Technical Service, авіабаза Полтава, 2002 рік

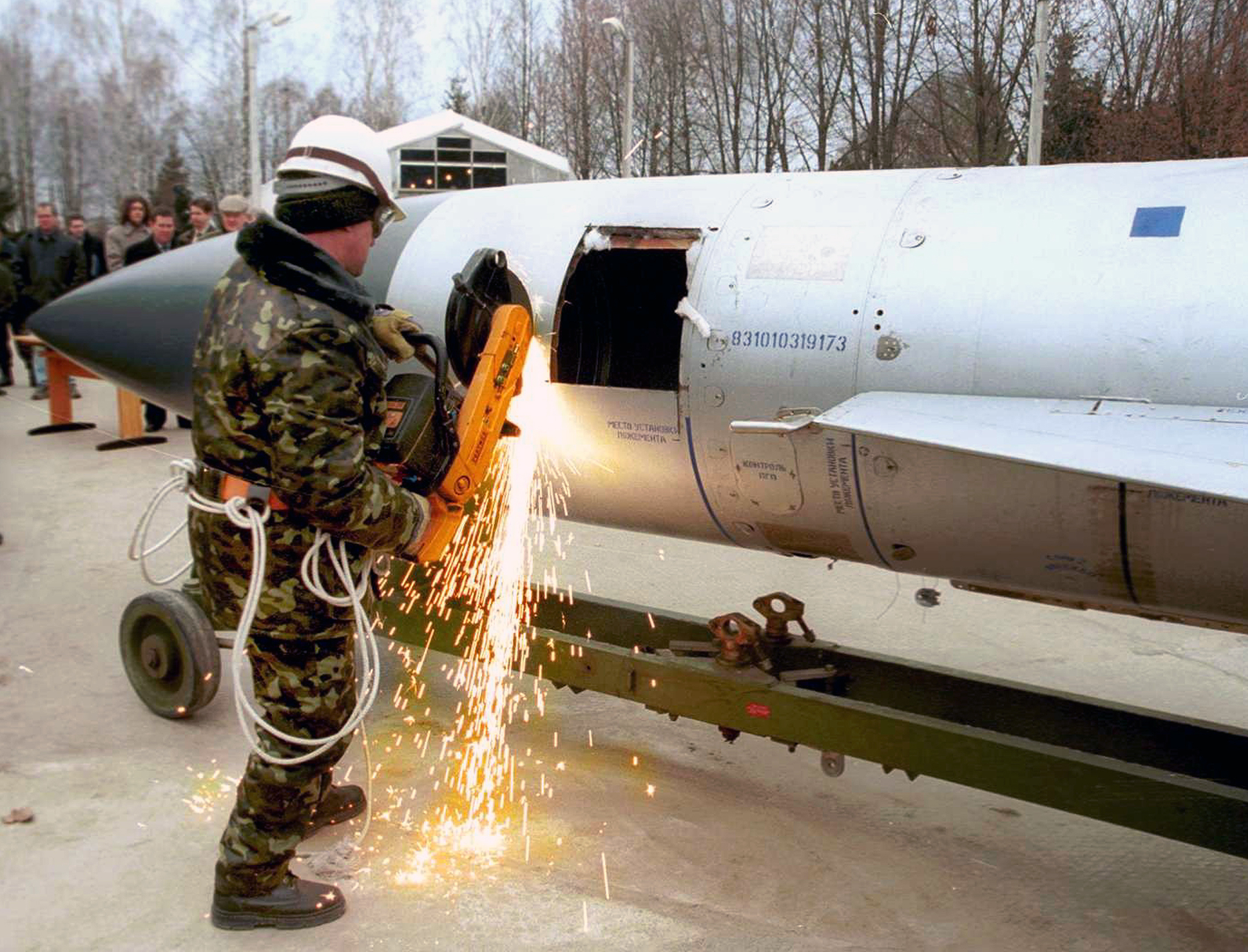
Розріз першої Х-22 на авіабазі Озерне, в рамках «Програми спільного зниження загрози» агентства МО США зі скорочення військової загрози (DTRA), Україна, 6 листопада 2002 року.

Причини ліквідації стратегічної авіації України:
- Глибока економічна криза, що охопила Україну після розпаду СРСР
- Підписання Україною у 1992 році Лісабонського протоколу до договору СНО-1, згідно з яким новоутворена країна зобов'язалася до 5 грудня 2001 року ліквідувати всі стратегічні засоби доставки ядерної зброї
- Тиск Державного департаменту США на керівництво України
- Відсутність технічної підтримки заводів-виробників і конструкторських бюро, які залишилися на території Росії
- Масове скорочення і звільнення зі збройних сил досвідчених льотчиків та інших фахівців, необхідних для експлуатації літаків стратегічної авіації
- Закінчення ресурсу на ряд вузлів і агрегатів

Фінансування робіт з ліквідації стратегічної авіації України здійснювалася за рахунок коштів, виділених американським урядом в рамках угоди «Про надання допомоги Україні в ліквідації стратегічної ядерної зброї і запобіганні поширення зброї масового ураження», підписаного 25 листопада 1993 року між Україною і США. У 2000 році угода була продовжена до 31 грудня 2006 року.
У 1996—1999 роках керівництво України ліквідувало 29 стратегічних літаків-ракетоносців (10 Ту-160, 19 Ту-95МС) і 487 крилатих ракет Х-55, що перебували на озброєнні ВПС України.
У 1999—2000 роках, відповідно до міжурядової угоди, Україна передала Росії 8 Ту-160, 3 Ту-95МС і 575 крилату ракету Х-55 в рахунок сплати українського боргу за поставлений природний газ на суму $285 млн. Два ракетоносці Ту-95МС (б/н 31 і 95) були переобладнані в літаки-розвідники і поставлені на зберігання біля НАРП (Миколаївського авіаремонтного заводу). По одному Ту-160 і Ту-95МС, як музейні експонати, залишилися в Полтавському музеї дальньої та стратегічної авіації. Також на території України було утилізовано 5 російських Ту-95 (3 Ту-95МС і 2 Ту-95К22), що перебували на авіаремонтному заводі в м. Біла Церква, згідно з «Угодою між Кабінетом Міністрів України та Урядом Російської Федерації про ліквідацію і порядок повернення авіаційної техніки, що перебуває на ремонтних підприємствах Міністерства оборони України і Міністерства оборони Російської Федерації».
У 2001 році Україна продала 12 крилатих ракет Х-55 до Ірану і 6 одиниць до КНР. Про це стало відомо у 2005 році, коли Святослав Піскун, генеральний прокурор України, розповів про оборудку британській газеті «FinancialTimes».
У 2002—2006 роках на авіабазах в Миколаєві, Полтаві, Прилуках та Білій Церкві було ліквідовано 60 Ту-22М (43 Ту-22М3 та 17 Ту-22М2), що перебували на озброєнні ВПС і авіації ВМС України, а також перебували на базах зберігання і авіаремонтних заводах. Також на авіабазі Озерне було знищено 423 авіаційні крилаті ракети Х-22. Для музейної експозиції було залишено 4 Ту-22М, з яких один Ту-22М3 перебуває в Полтавському музеї дальньої та стратегічної авіації, і по одному Ту-22М0, Ту-22М2 і Ту-22М3 — в Державному музеї авіації України.
У 2004 році на території Державного авіаційного науково-випробувального центру ВПС України (колишнє Управління 8 ДНДІ ВПС ім. В. П. Чкалова) був розрізаний перший Ту-142, що належав Україні, під наглядом групи американських фахівців на чолі з Вільямом Янгстромом, керівником «Програми спільного зменшення загроз в Україні». Ту-142, що належали Україні, базувалися на авіабазі Кульбакине 33-го Центру бойового застосування і перенавчання ВПС України (м. Миколаїв) і на аеродромі Державного авіаційного науково-випробувального центру ВПС Україна поблизу с. Кіровське (АР Крим).
До 2007 року на території України було знищено 6 дальніх протичовнових літаків Ту-142 і 4 навчально-тренувальних Ту-134УБЛ. Кілька Ту-142 і Ту-134УБЛ залишилися в Україні як музейні експонати: Ту-142 можна побачити в Державному музеї авіації України і Луганському авіаційно-технічному музеї, а Ту-134УБЛ — в Державному музеї авіації України і Полтавському музеї дальньої та стратегічної авіації.

## Цікаві факти
- В березні 2014 року на інтернет-аукціоні eBay був виставлений на продаж стратегічний ракетоносець Ту-95МС, що раніше був на озброєнні ВПС України. Літак перебував у небоєздатному стані. Ракетоносець був випущений у 1987 році, його загальний наліт склав 454 години із загального льотного ресурсу в 5000 годин[68].

## Галерея

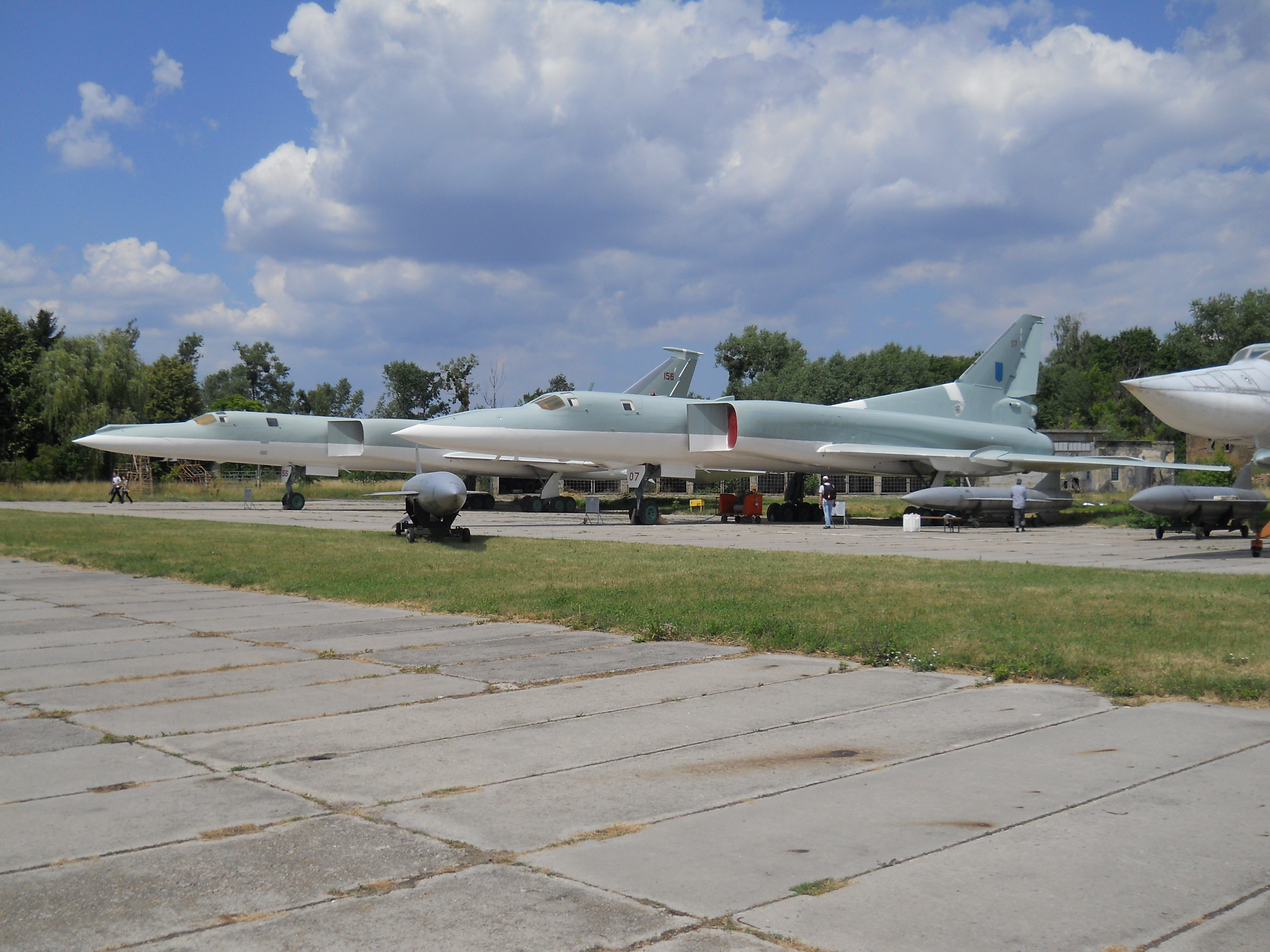
Ту-22М, що були на озброєнні ВПС України, в Державному музеї авіації України, 2011 рік.
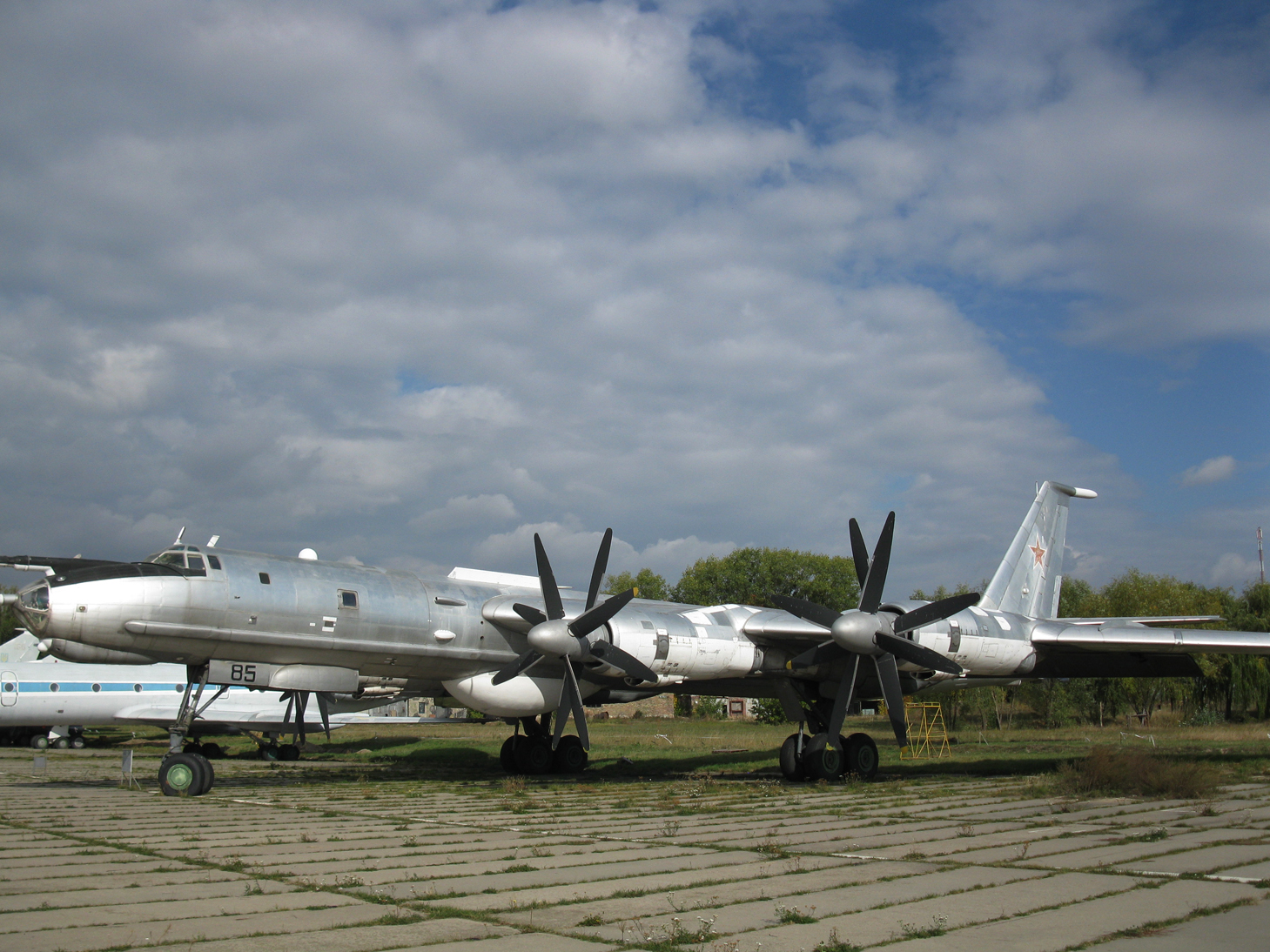
Ту-142МЗ в Державному музеї авіації України
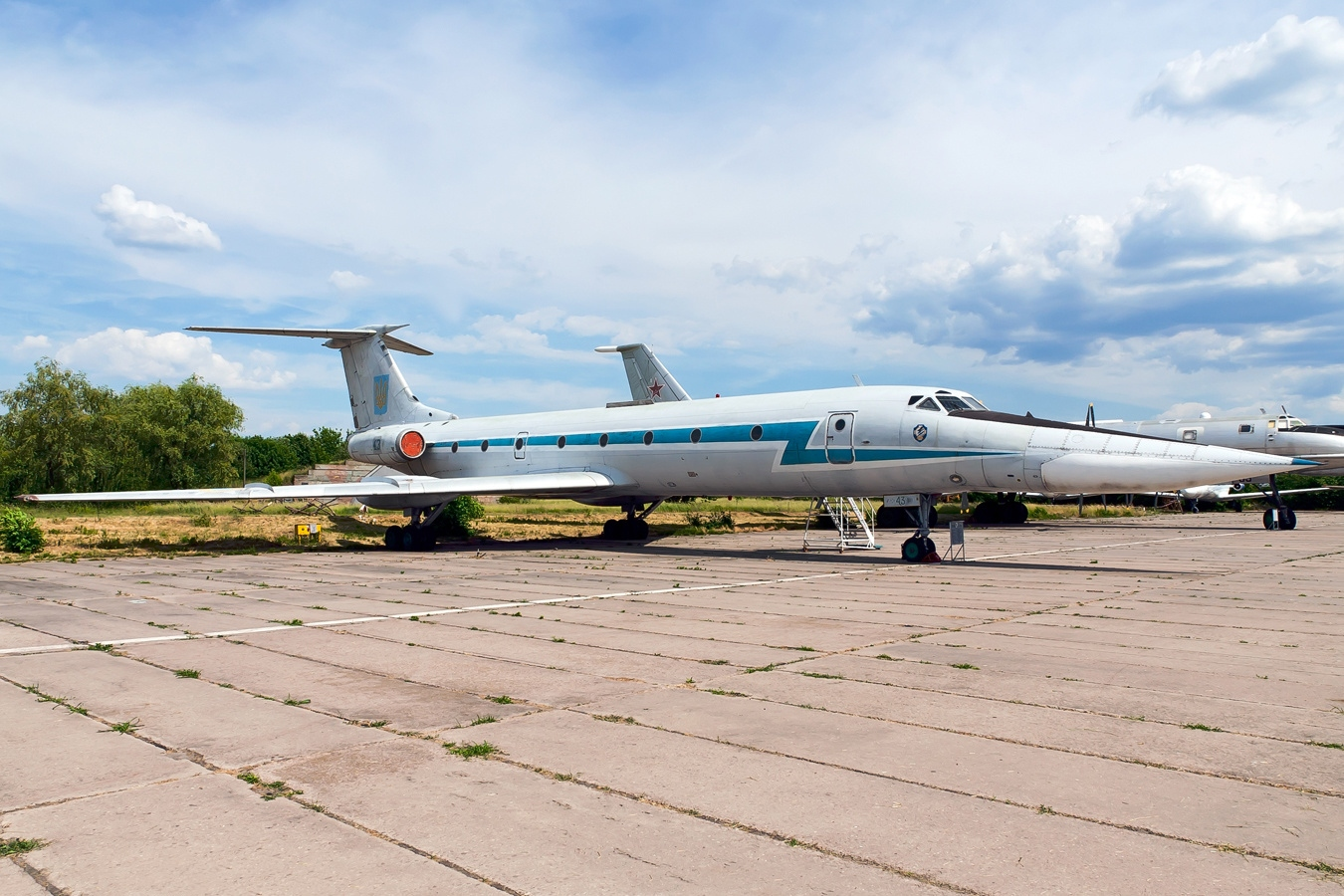
Ту-134УБЛ в Державному музеї авіації України
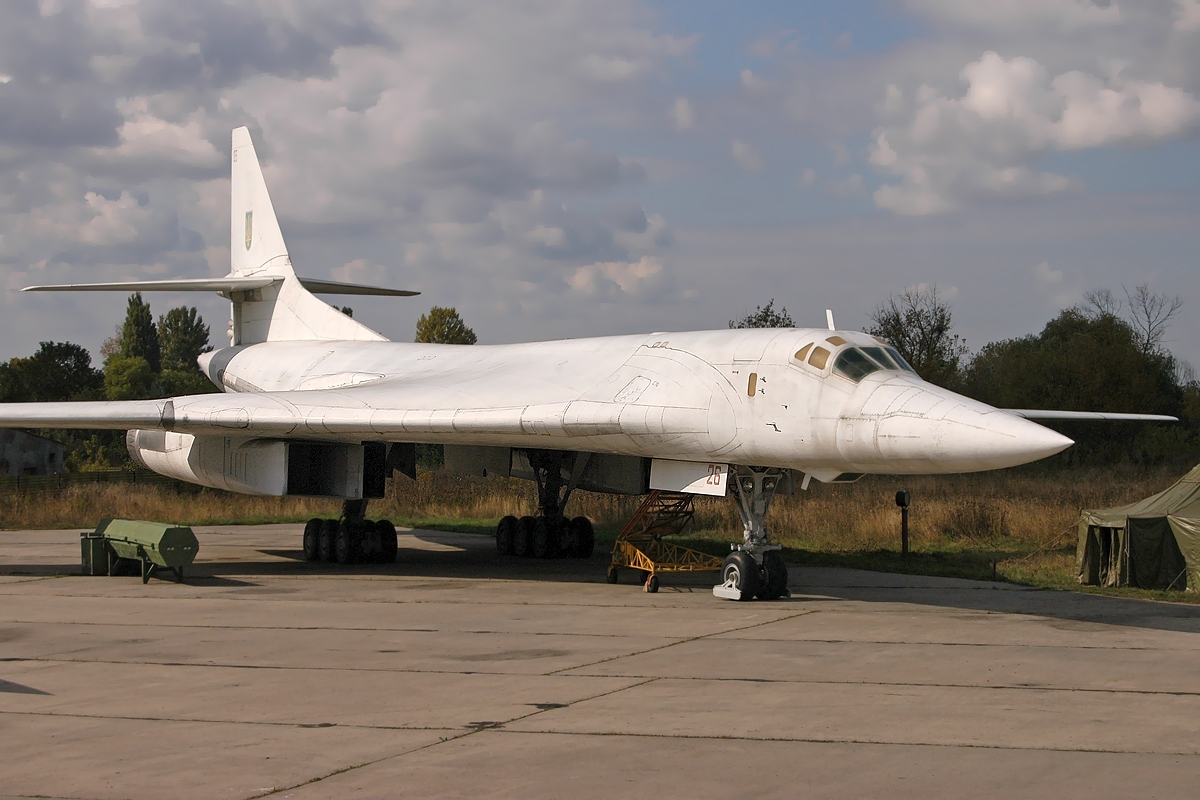
Ту-160 в Полтавському музеї дальньої авіації
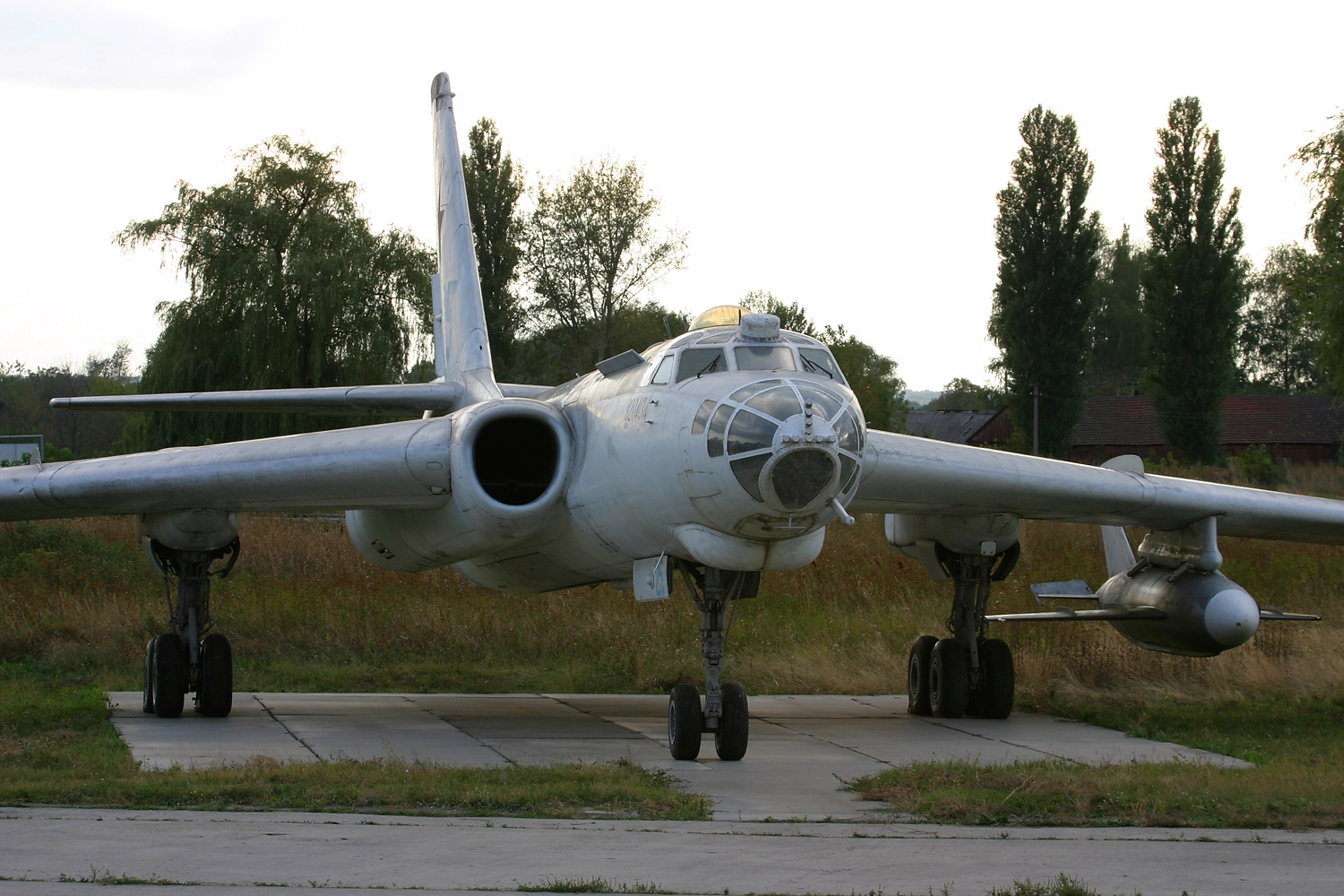
Ту-16К-26 в Полтавському музеї дальньої авіації
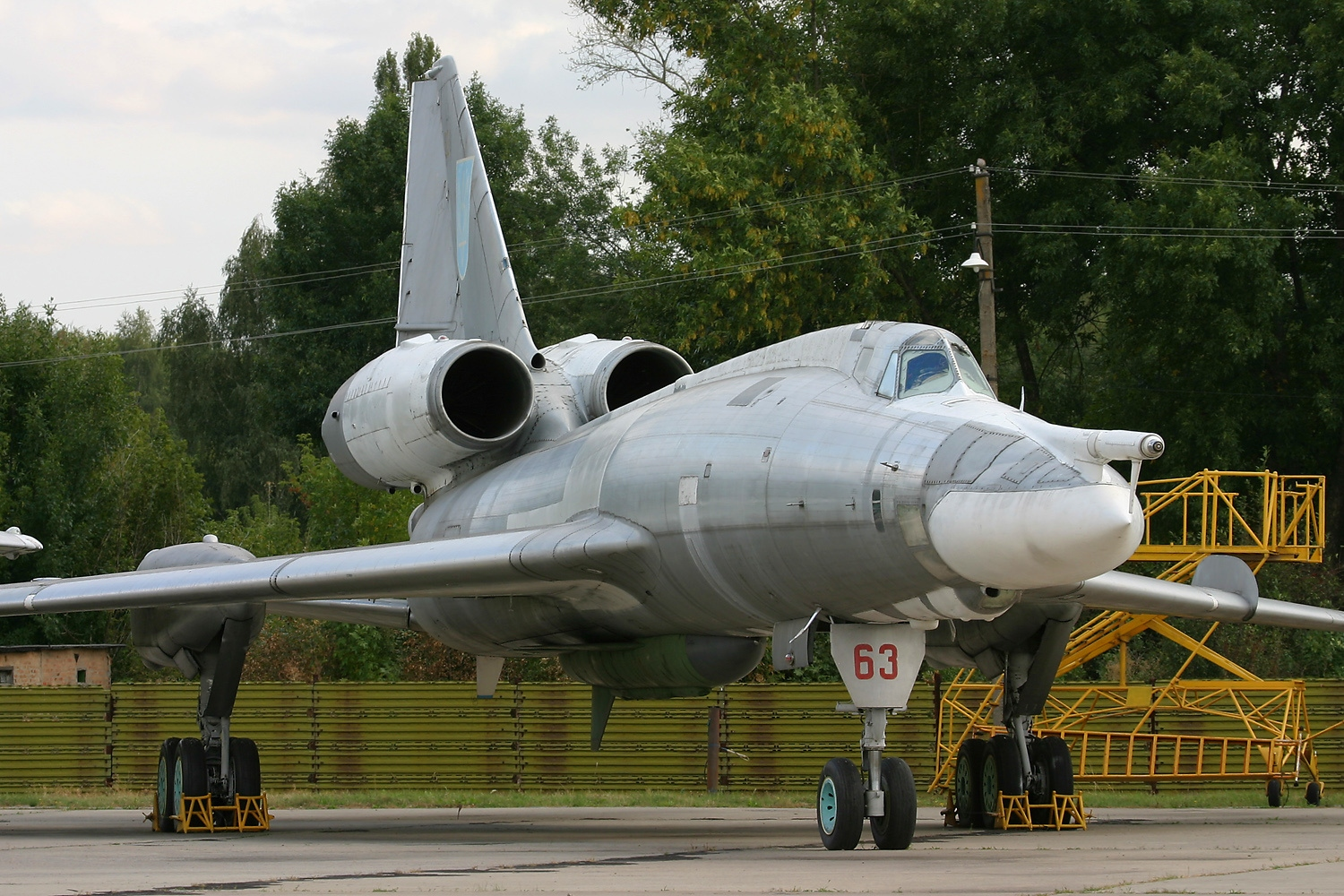
Ту-22КД в Полтавському музеї дальньої авіації
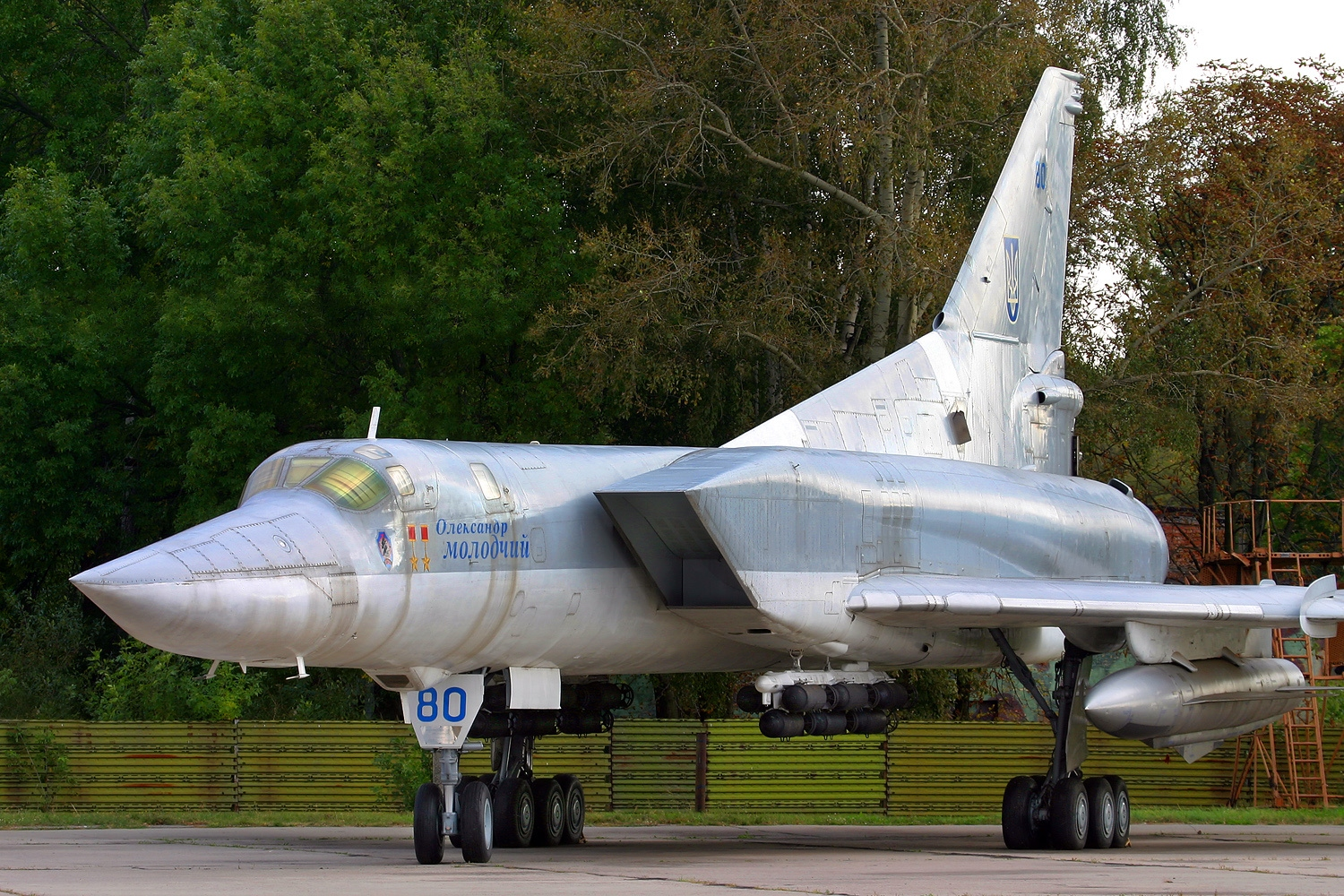
Ту-22М3 в Полтавському музеї дальньої авіації
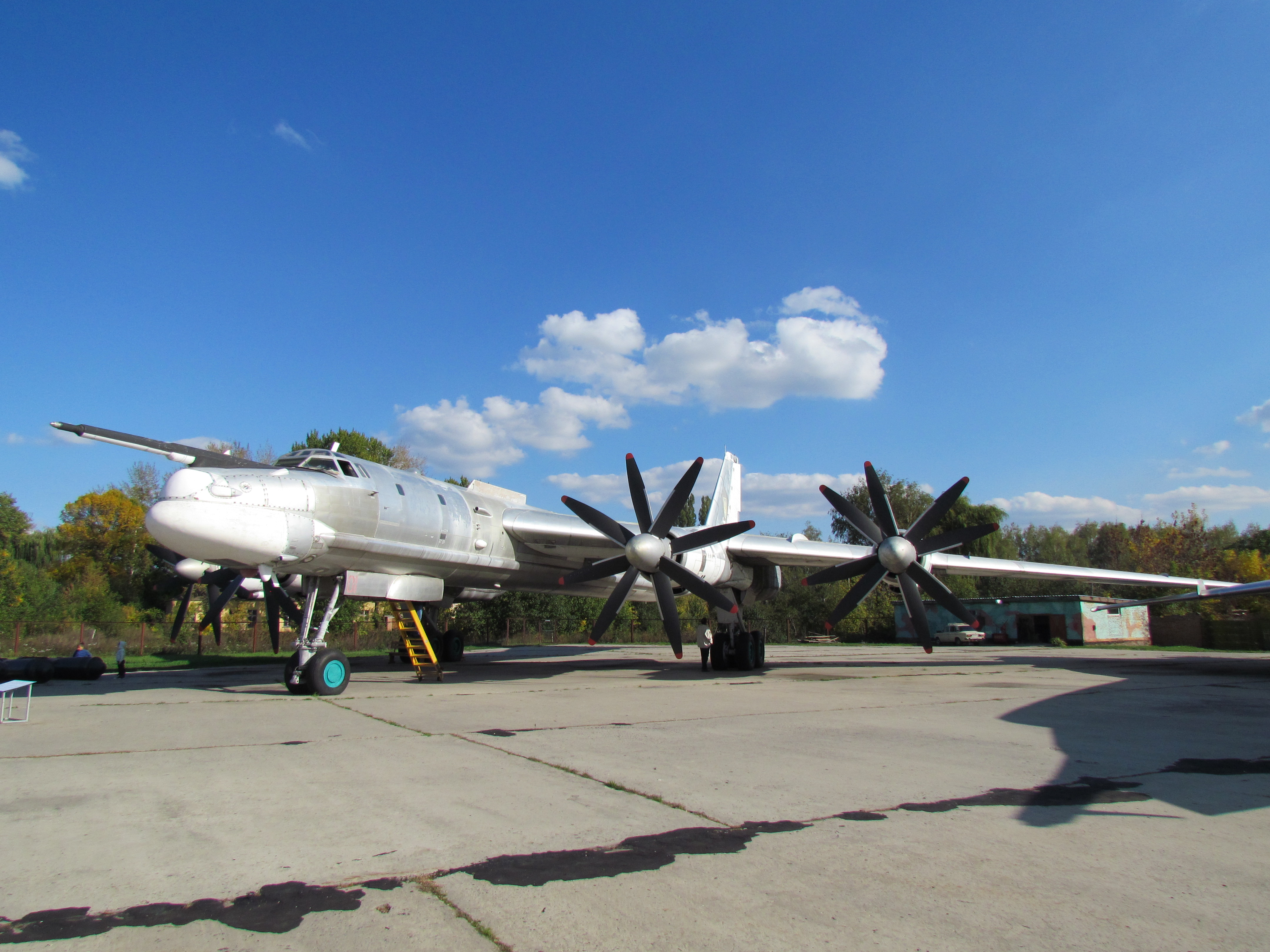
Ту-95МС в Полтавському музеї дальньої авіації
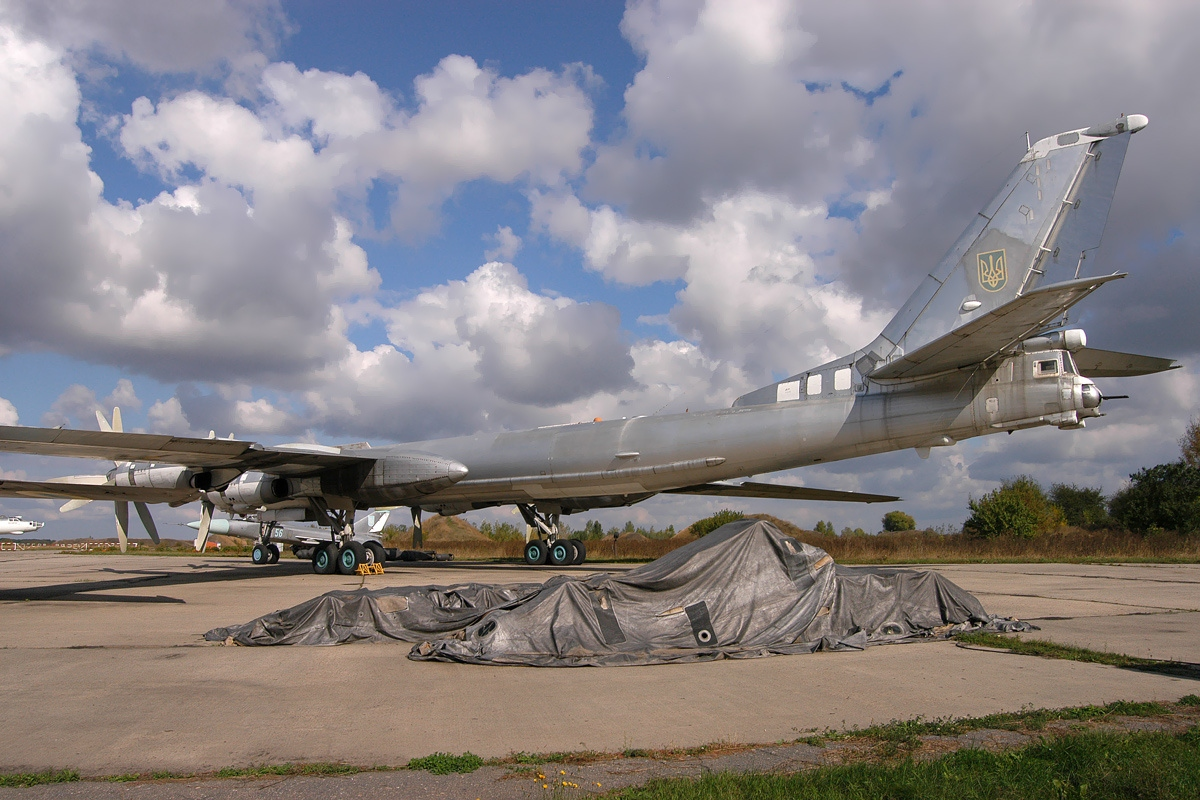
Ту-95МС в Полтавському музеї дальньої авіації
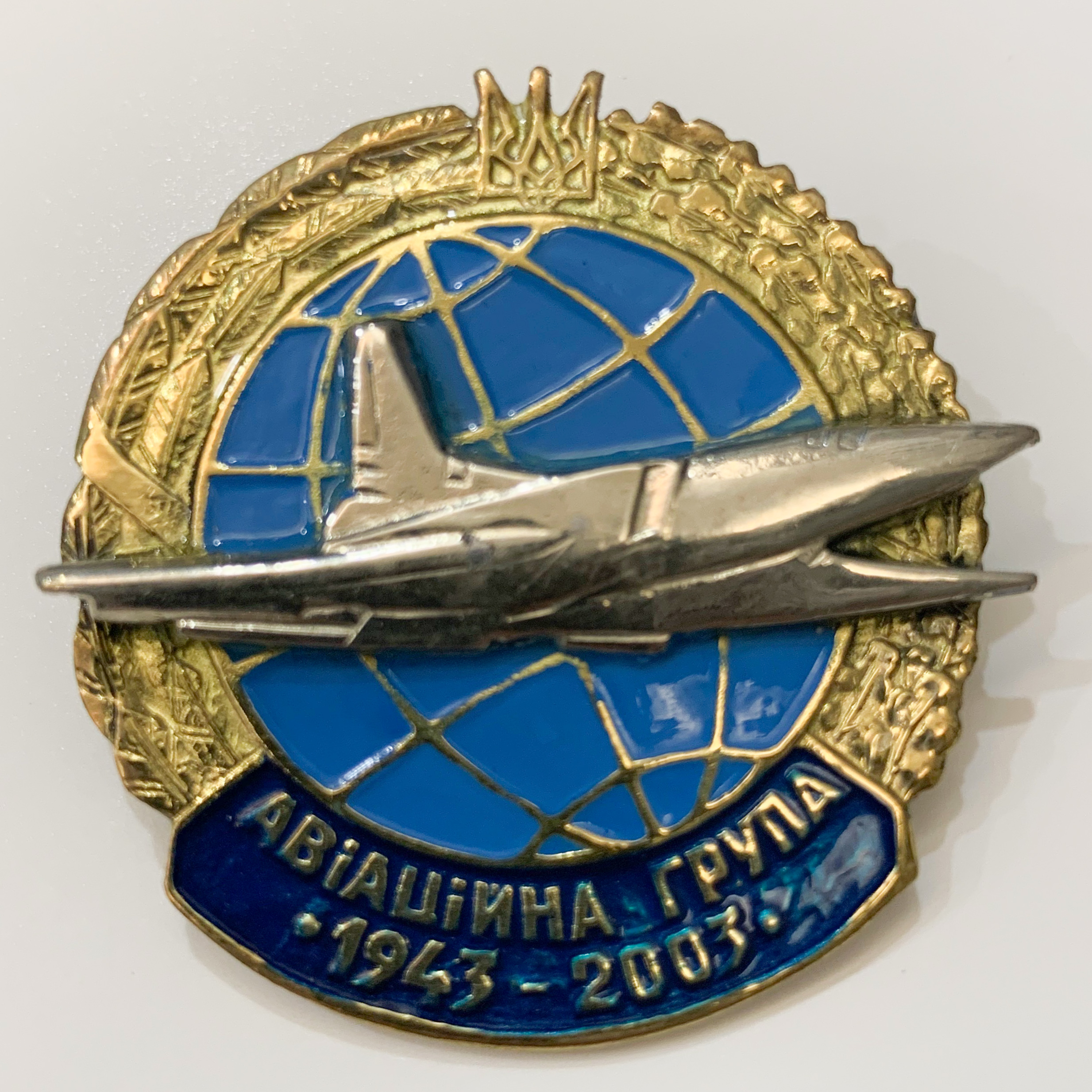
Медаль Авіаційна група дальньої авіації Збройних сил України 1943-2003
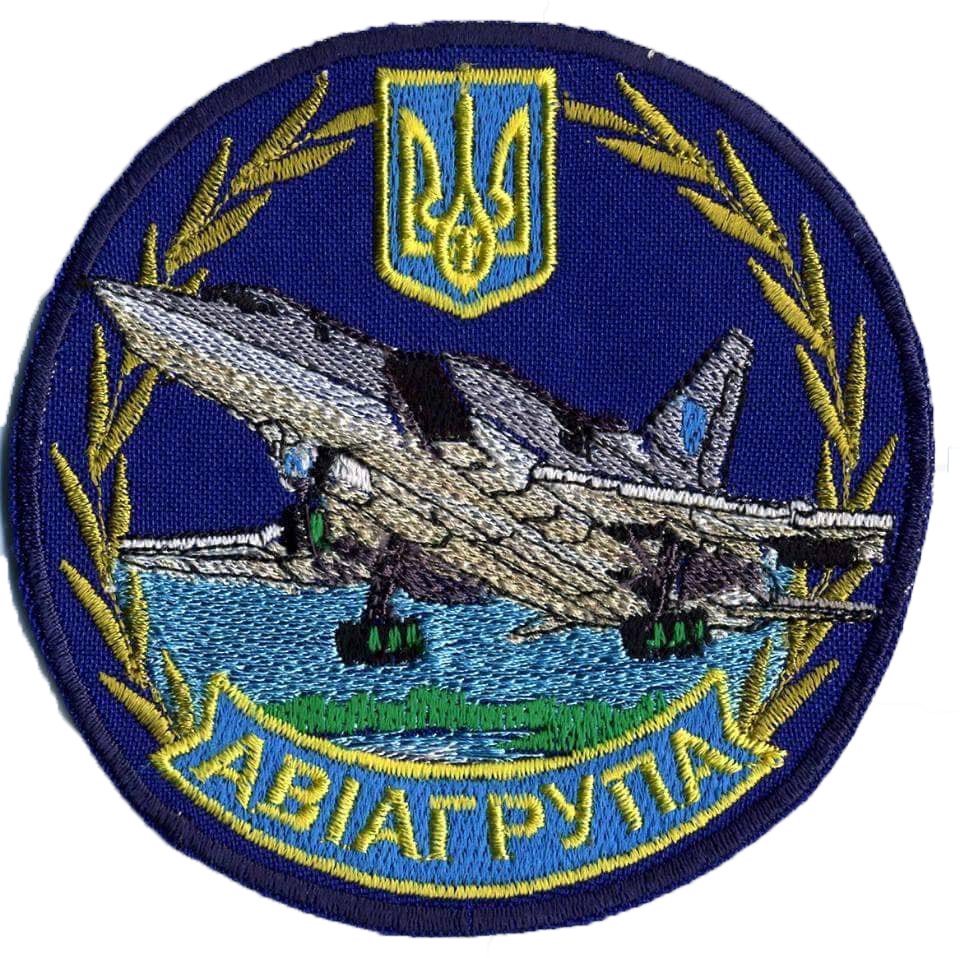
Пам'ятний шеврон, розроблений у 2002-2003 році